# Fairplay Reederei

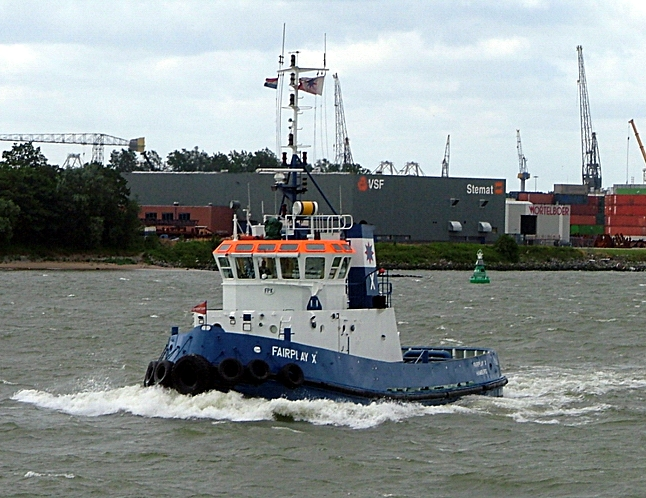
Fairplay X, Schlepper der Fairplay Towage im Hafen von Rotterdam, 2004

Die Fairplay Schleppdampfschiffs-Reederei Richard Borchard GmbH (Marktauftritt als Fairplay Towage) ist eine Schleppreederei mit Hauptsitz in Hamburg. Sie ist zugleich Muttergesellschaft der Fairplay Towage Group, die über Tochtergesellschaften und Beteiligungen in mehreren europäischen Staaten aktiv ist. Zur Fairplay-Gruppe gehören unter anderem die Hamburger Schiffswerft Theodor Buschmann GmbH & Co. (Schiffsreparaturen und Spezialstahlbau für die Offshore-Industrie), die Rostocker BBB Schlepp- und Hafendienst GmbH (Hafen- und Shortsea-Schleppdienste) und die Borchard Schiffahrts GmbH (Verwaltung von Immobilien). Seit 2017 gehört auch die Bugsier-, Reederei- und Bergungsgesellschaft dazu.

## Geschichte
Seit der Gründung als Fairplay Schleppdampfschiffs-Reederei Richard Borchardt im Jahr 1905 ist das Unternehmen im Besitz der Familie Borchard(t), aktuell (2014) in der vierten Generation. Einen Einbruch erlitt das Unternehmen im nationalsozialistischen Deutschland, als 1938 die jüdische Eigentümerin Lucy Borchardt (1877–1969) enteignet wurde und nach London emigrieren musste. Die Familie konnte 1950 in einem Wiedergutmachungsverfahren die Rückübertragung erreichen.

### Name
Die Bezeichnung Fairplay geht zurück auf die ersten Schlepper der Reederei bzw. dessen Vorläuferunternehmen Carl Tiedemann, der ab 1895 seinen im Hamburger Hafen eingesetzten Assistenzschiffen ebendiesen Namen gab, weil er sich im harten und internationalen Konkurrenzgeschäft nach dem Motto „der Name ist Programm“ einen Vorteil versprach. Die Übertragung auf die Reederei fand zunächst beiläufig statt, bis sie 1909 im Zusatz zu der eingetragenen Firmierung Schleppdampfschiffs-Rhederei Carl Tiedemann und Pauls & Blohm als The Fairplay Steam-Tug Company offizielle Verwendung fand. Am 1. Oktober 1924 wurde das Unternehmen als Fairplay Schleppdampfschiffs-Reederei Richard Borchardt im Handelsregister eingetragen. Während der Emigration in Großbritannien ab 1938 änderte die Familie ihren Namen in Borchard; bei der Neueintragung 1950 wurde die Firma in Fairplay Schleppdampfschiffs-Reederei Richard Borchard GmbH geändert. Mit der Ausweitung der unternehmerischen Aktivitäten auf den europäischen Binnenmarkt seit 2006 nahm die Schlepperei die englische Bezeichnung Fairplay Towage hinzu. Unter dem Namen Fairplay Towage & Shipping Co. Ltd. hatte Lucy Borchardt bereits 1938 im Londoner Exil den Weiterbestand des Unternehmens gesichert.

### Firmenchronologie

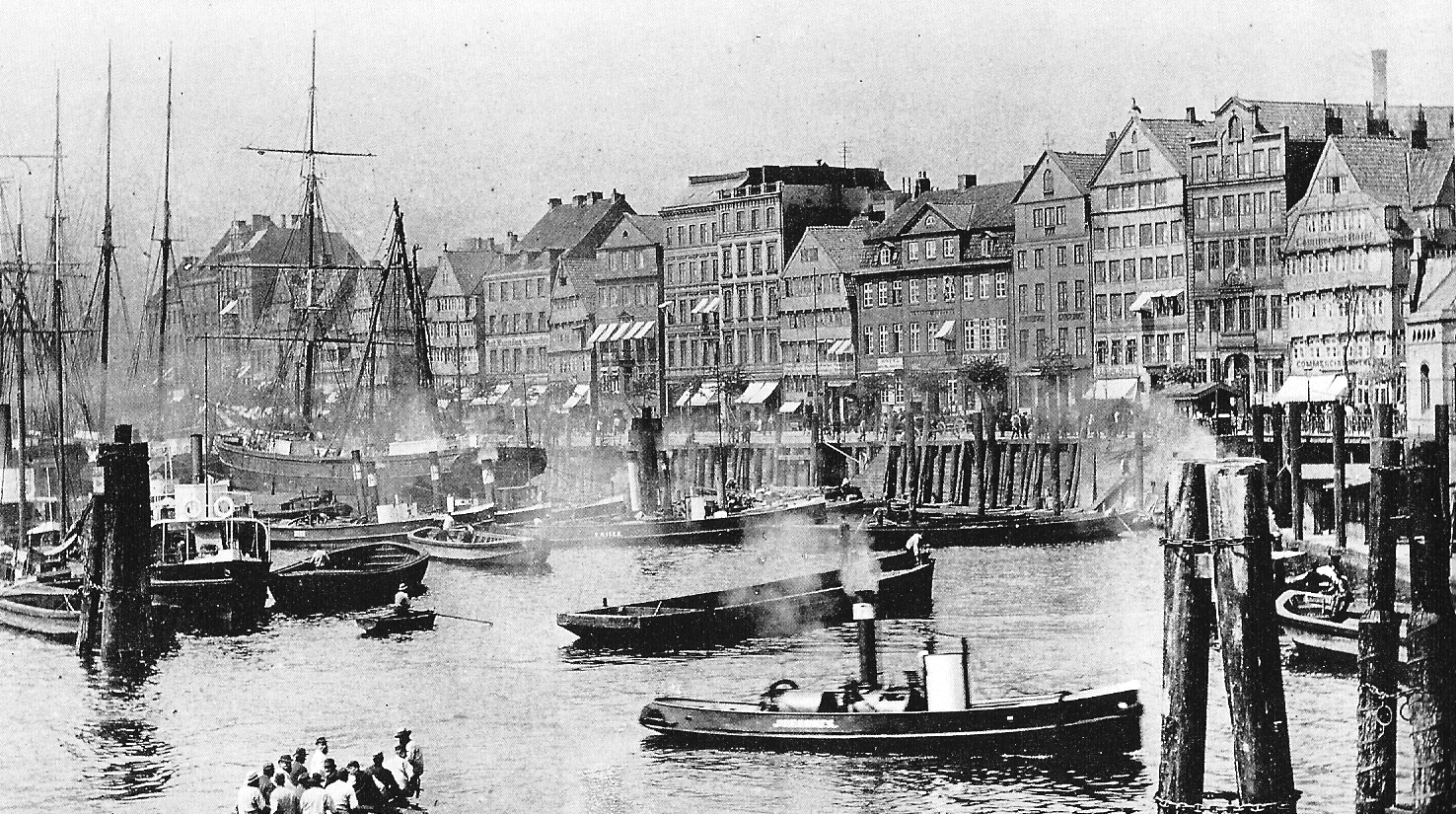
Blick auf den Vorsetzen 1888, ganz rechts das Haus mit den Old Commercial Rooms, in dem Carl Tiedemann das Unternehmen gründete

Die Geschichte der Fairplay-Reederei geht bis auf den Hafenarbeiter Carl Tiedemann (gestorben 1919) zurück, der 1879 im aufstrebenden Hamburger Hafen ein Dienstleistungsunternehmen gründete und Schlepp- und Bugsierdienste, Festmacherei, Umschlagarbeiten und Güterumfuhr anbot. Geschäftssitz war das elterliche Gasthaus Old Commercial Rooms am Vorsetzen. 1891 kaufte Tiedemann von der Firma Sanders & Co. seinen ersten Hafenschlepper, das zwei Jahre alte 28-BRT-Schiff Assistent und taufte ihn in Picador um. Ein Jahr später bestellte er bei der Werft Gebr. Sachsenberg in Roßlau an der Elbe einen eigenen Neubau, den Schlepper Auguste. Den dritten Schlepper bestellte Carl Tiedemann 1895 bei der Werft Janssen & Schmilinsky in Hamburg. Diesen Neubau, mit einer Vermessung von 66 BRT und einer Leistung von 330 PS, nannte er Fairplay, es war das erste Schiff dieses Namens der bis heute bestehenden Schlepperflotte. 1897 trat Richard Borchardt (1875–1930) als erster kaufmännischer Mitarbeiter in Carl Tiedemanns Firma ein und ordnete die verwaltungsrechtlichen Angelegenheiten des Unternehmens. Er sorgte für den Eintrag der Firma als Stauerei und Bugsiererei Carl Tiedemann in das Handelsregister, ließ den Namen Fairplay als Telegrammadresse schützen und betrieb eine Mitgliedschaft an der Börse.

#### Schleppdampfschiffs-Rhederei Carl Tiedemann und Pauls & Blohm
1905 fusionierte Carl Tiedemann mit der Stauerei von Johannes Pauls und Carl Heinrich Blohm. Unter dem Namen Schleppdampfschiffs-Rhederei Carl Tiedemann und Pauls & Blohm AG firmierte der Betrieb nun als Aktiengesellschaft unter der Geschäftsführung von Richard Borchardt und Johannes Heinrich Pauls jr. Den ersten Aufsichtsrat stellten Carl Tiedemann, Harm Jan Pauls, Adolf Büthe und Julius Ohm. Das Kapital, aufgeteilt in 400 Inhaberaktien, betrug 400.000 Mark. Carl Tiedemann brachte die vier Fairplay-Schlepper in die Gesellschaft ein, von Pauls und Blohm kamen sechs Schiffe hinzu. Die Eintragung in das Notariatsregister am 25. November 1905 gilt als Gründungsdatum der Fairplay-Reederei. Die Firmenadresse war nun Baumwall 10, wenige Meter von Vorsetzen entfernt. Die neue Aktiengesellschaft weitete ihre Geschäftsfelder aus und betrieb, neben der Bugsiererei und Hafenassistenz, auch Schleppreisen auf der Nord- und Ostsee sowie gelegentliche Seenotrettungs- und Bergungseinsätze.

Stapellauf der Fairplay IX bei Janssen & Schmilinsky, 1910

Die Anteilseigner lösten 1909 die Aktiengesellschaft auf und wandelten sie in eine Kommanditgesellschaft um. Carl Tiedemann und zwei weitere Teilhaber waren Kommanditisten. Richardt Borchardt wurde Komplementär (persönlich haftender Gesellschafter) mit der Bedingung, dass er innerhalb von 15 Jahren die Miteigentümer auszuzahlen hätte. Der Name der Firma wurde beibehalten, doch fügte Borchardt den Zusatz The Fairplay Steam-Tug Company an. Auch in den Folgejahren konnte das Geschäft ausgeweitet werden.
Zu Beginn des Ersten Weltkriegs verfügte die Reederei über elf Fairplay-Schiffe und zwei kleinere Schlepper. Bis auf eines wurden alle Dampfer bereits 1914 von der Kaiserlichen Marine requiriert, Fairplay V wurde 1916 eingezogen. Richard Borchardt meldete sich 1915 zum Kriegsdienst und diente als Deckoffizier bei der Kaiserlichen Marine. Die Führung des Unternehmens übernahm seine Ehefrau Lucy Borchardt. Sie hielt das Geschäft durch Chartern von Ersatzfahrzeugen in Gang. Nach dem Krieg und der Rückkehr des Mannes war sie weiterhin im Unternehmen tätig.

#### Fairplay Schleppdampfschiffs-Reederei Richard Borchardt

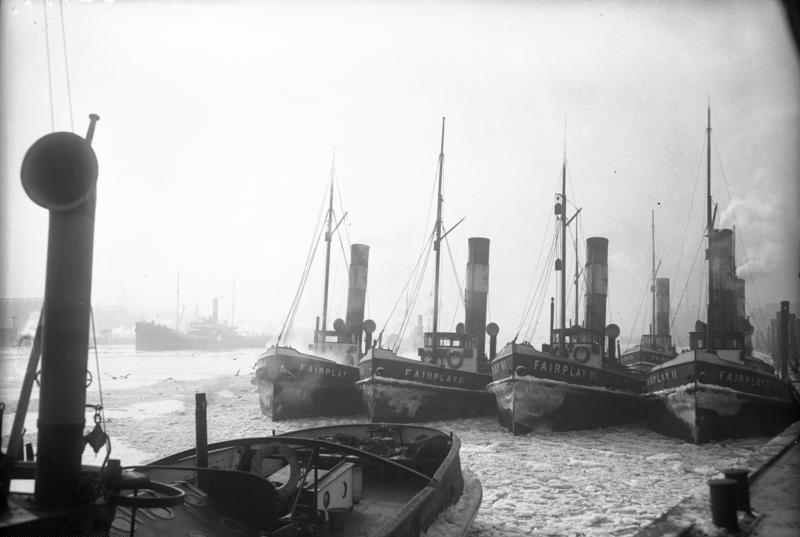
Fairplay-Flotte im Winter 1929 an den St.-Pauli-Landungsbrücken

Am 1. Oktober 1924 konnte Richard Borchardt, nach Auszahlung der Kommandantisten bzw. deren Erbengemeinschaften, die Gesellschaft als Alleininhaber übernehmen. Er ließ sie unter dem Namen Fairplay Schleppdampfschiffs-Reederei Richard Borchardt in das Handelsregister eintragen. Der Firmensitz wurde in das benachbarte Slomanhaus, Steinhöft 11, Ecke Baumwall verlegt. Zugleich wurde Lucy Borchardt die Einzelprokura erteilt. 1929 trat der Sohn Kurt Borchardt (1908–1997) in die väterliche Firma ein. Als Richard Borchardt am 15. Februar 1930 starb, übernahm Lucy Borchardt die Geschäftsführung.
Ab 1934 engagierte sich Lucy Borchardt im Rahmen der Hachschara für junge Menschen, die nach Palästina auswandern wollten. Da nach den Einreiseregeln der britischen Mandatsbehörden eine abgeschlossene Ausbildung Grundvoraussetzung für die Erlaubnis zur Einreise ist, schafft sie in ihrem Betrieb Ausbildungsplätze. Etwa vierzig Jugendliche, denen anschließend die Emigration gelang, haben auf dieser Basis eine Berufsausbildung bei der Reederei abgeschlossen.
1935 wurde das Unternehmen in eine Offene Handelsgesellschaft umgewandelt und Kurt Borchardt trat in die Geschäftsleitung ein. Jens Borchardt, ein weiterer Sohn Lucy und Richard Borchardts, hatte Anfang der 1930er Jahre in Palästina die Reederei Atid Navigation Company mitgegründet. Die Unternehmen hielten engen Kontakt, 1935 übereignete die Fairplay Reederei drei Motor- und Frachtschiffe an die Firma in Haifa. Mit dem Transfer der Schiffe konnten jeweils jüdische Auswanderer nach Palästina gelangen.

#### Fairplay-Stiftung unter nationalsozialistischer Herrschaft
Ab 1936 häuften sich die Repressionen gegen die Reederei, Konkurrenzfirmen wiesen auf die „nichtarische Firma“ hin, die Hamburger Devisenstelle nahm Überprüfungen vor, beanstandete zu hohe Außenstände und entzog die „Allgemeine Devisenverwendungsgenehmigung“. Auch die Reichsstelle für Devisenbewirtschaftung schaltete sich ein und forderte Sicherungsmaßnahmen nach § 37a des Devisengesetzes, was die Festsetzung des Betriebsvermögens wegen nicht genehmigter Devisengeschäfte bedeutet hätte. Dies war nach der Einführung der Nürnberger Gesetze ein probates Mittel des nationalsozialistischen Deutschlands, Juden zur Emigration zu bewegen und gleichzeitig große Teile ihres Vermögens einzuziehen. Da der Verdacht von den Devisenprüfern nicht bestätigt werden konnte, nahm die Oberfinanzdirektion von einer Sicherungsanordnung Abstand, doch wurde der Reederei ein Verwarngeld in Höhe von 15.000 Reichsmark (RM) wegen nachlässigen Verhaltens auferlegt.
Nachdem Lucy Borchardt von dem Bankier Max Warburg den Rat erhalten hatte, das Unternehmen so schnell wie möglich zu verkaufen, erhielt sie von der Königlich Niederländischen Stoomboot Maatschappij am 2. Juni 1938 ein Angebot, die Schlepperei für 2 Millionen Reichsmark zu übernehmen. Doch die Reederin entschied sich anders und trat mit Reichsstatthalter Karl Kaufmann und Gauwirtschaftsberater Carlo Otte in Verhandlung und machte den Vorschlag, die Reederei an ihrem Standort in Hamburg zu erhalten und eine Stiftung zu gründen. Damit konnte das Unternehmen offiziell in die Hand ihrer Mitarbeiter gegeben werden, allerdings vor dem Hintergrund des Stiftungsgesetzes, das es zugleich unter die direkte Kontrolle des Reichsstatthalters stellte. Im Gegenzug erreichte Lucy Borchardt, dass sie bei ihrer Emigration drei ihrer Schiffe mit in das Ausland nehmen konnte, um sich eine neue Existenz aufzubauen.
Am 11. August 1938 wurde die Stiftungssatzung unterzeichnet. Kaufmann bestellte mit dem Hauptsachbearbeiter Otto Wolff und dem Reeder Heinrich Christian Horn zwei persönliche Vertraute in den Stiftungsvorstand. Als Betriebsführer wurde der „Parteigenosse“ und langjährige Mitarbeiter der Fairplay-Reederei Wilhelm Algermissen eingesetzt, doch stellte sich heraus, dass dieser nicht als „willfähriger Handlungsgehilfe“ agierte und sich mehrfach den Versuchen, die Stiftung aufzulösen, widersetzte. Algermissen wurde 1946 auf Anweisung der britischen Behörden entlassen, doch bestätigte die Familie Borchard, dass er in der Stiftungszeit mit ihnen verbunden geblieben war. Er wurde nach der Rückübertragung wieder als Geschäftsführer eingesetzt und blieb bis zu seinem Ruhestand 1966 in dieser Position.
Lucy Borchardt und ihrem Sohn Kurt Borchardt gelang im Sommer 1938 die Emigration nach Großbritannien. Im Oktober 1938 wurde vom Oberfinanzpräsidenten eine so genannte Reichsfluchtsteuer in Höhe von 75.000 RM festgesetzt und das gesamte inländische Vermögen der Familie Borchardt, darunter drei Grundstücke in Hamburg, beschlagnahmt. Nach Verkauf dieser Grundstücke wurden wegen angeblicher Steuerrückstände 71.000 RM gepfändet, weitere 42.000 RM kamen als Wertzuwachssteuer hinzu. Nach Ablösung von Hypotheken und Gebühren verblieb ein Rest von 20.000 RM, die auf ein Sperrmark-Konto gezahlt wurden. Im November 1940 entzog man Lucy Borchardt nach dem Reichsbürgergesetz die deutsche Staatsangehörigkeit, so dass dieses Restgeld am 27. November 1940 von der Hamburger Gestapo als „staatspolizeiliche Sicherstellung“ eingezogen wurde.
Von den sechzehn in Hamburg verbliebenen Schleppern der Reederei, wurden nach Beginn des Zweiten Weltkriegs zehn von der Kriegsmarine eingezogen.

#### Fairplay Towage & Shipping Co.Ltd. London
Mit den aus Deutschland mitgebrachten Schleppern Fairplay X und Fairplay XIV sowie dem Dampfer Lucy Borchardt gründeten Kurt und Lucy Borchard, die in der Emigration ihren Namen fortan geändert ohne das t am Ende schrieben, in London die Fairplay Towage & Shipping Co.Ltd. Die Schlepper fuhren nun unter britischer Flagge und wurden in Fairplay one bzw. Fairplay two umbenannt. Der Dampfer wurde noch im selben Jahr an die Commonwealth Steam Tug Co. Ltd. verkauft. Auch die beiden Schlepper kamen im Zweiten Weltkrieg bei der britischen Royal Navy zum Einsatz.
1947 kam Kurt Borchard nach Hamburg zurück und führte mit dem britischen Militärgouverneur Verhandlungen über die Rückgabe des Unternehmens an die Familie. Im November 1948 verständigten sich der Stiftungsvorstand und Lucy und Kurt Borchard über die Rückübertragung der Firma, 1949 kam es zur Einigung mit dem Hamburger Senat. Am 27. Februar 1950 wurde die Fairplay-Stiftung als Fairplay Schleppdampfschiffs-Reederei Richard Borchard GmbH auf Lucy und Kurt Borchard rückübertragen. Kurt Borchard leitete nun die Firma in Hamburg, Lucy Borchard blieb Geschäftsführerin in London. Sie löste die dortige Fairplay Towage mit der Übertragung und dem Verkauf der dort verbliebenen Schiffe auf. 1969 starb sie in London im Alter von 91 Jahren.

#### Fairplay Schleppdampfschiffs-Reederei Richard Borchard GmbH
1958 kaufte Kurt Borchard die mit der Fairplay durch viele Aufträge eng verbundene Werft Theodor Buschmann in Hamburg-Wilhelmsburg. Diese hatte im Oktober 1957 ein Vergleichsverfahren beantragt, um den Konkurs abzuwenden. Im Verbund mit der Reederei gelang es, den mittelständischen Betrieb wieder zu stabilisieren. Er spezialisierte sich außer der Schiffsreparaturen auf Stahl- und Pontonbau.
Seit 1967 weitete die Reederei ihre Geschäftsfelder auf die internationale Seeverschleppung, insbesondere die Dienstleistungen im Offshore-Bereich, aus. Daraus entwickelte sich 1972 die Fairplay-Petersen & Alpers Seatowage GmbH in einer Fusion mit der Hamburger Schlepperei Petersen & Alpers speziell für die Koordination im Hochsee-Schleppgeschäft. Die eigenständige Firma setzte im Offshore-Bereich Seeleichter ein, die die Namen Fairalp trugen. Als Peters & Alpers sich 1986 aus dem Hochsee-Schleppgeschäft zurückzogen, wurde die Firma Fairplay-Petersen & Alpers Seatowage GmbH 1988 liquidiert.

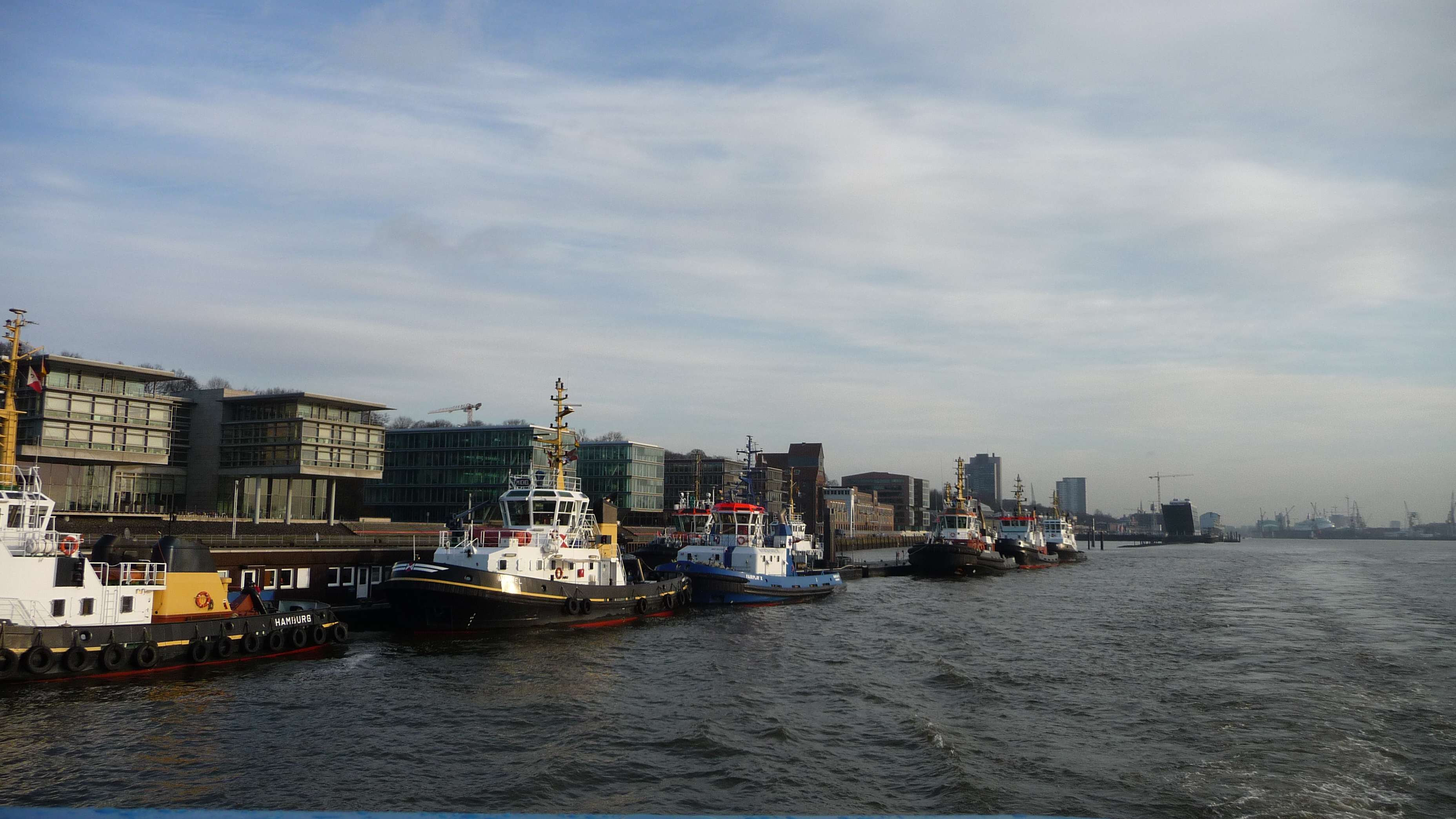
Liegeplatz der Hafenschlepper in Neumühlen, 2009, in der Mitte die Fairplay I

Der Liegeplatz der Schlepper im Hamburger Hafen bestand seit dem 19. Jahrhundert an den St.-Pauli-Landungsbrücken, gegenüber dem Trockendock Elbe 17. Durch immer größer werdende Schiffe, die dieses Dock anliegen, wurde der Rangierplatz auf der Elbe zu eng, 1985 musste der Liegeplatz der Schlepper elbabwärts nach Neumühlen verlegt werden. Auch der Firmensitz zog 1986 um, da das Slomanhaus anderweitig vermietet werden sollte. Die Fairplay-Reederei bezog mit dem nahe gelegenen Stubbenhuk-Haus (Stubbenhuk 10) ein ebenfalls traditionelles Hamburger Kontorgebäude, das zwischen 1923 und 1925 erbaut worden war.
1990 gründete die Fairplay-Reederei in Rostock eine eigene Niederlassung und verlegte die Schlepper Fairplay I, Fairplay VIII und Fairplay XV an die Ostsee. 1993 kam es zur teilweisen Übernahme des Betriebs und des Personals des ehemaligen volkseigenen Betriebs (VEB) BBB Bagger-, Bugsier- und Bergungsreederei. Diese Reederei war 1991 von der für die Privatisierung zuständige Treuhandanstalt an die niederländische Firmengruppe Zwagerman verkauft und 1992 in Konkurs geschickt und zerschlagen worden. Fairplay erhielt nun den Zuschlag des Gläubigerausschusses für die Bereiche Schlepper, Lotsenversetzdienst und Festmacherei. Unter dem Namen BBB Schlepp- und Hafendienst GmbH wurde er als Betriebsteil der Fairplay weitergeführt. In der Übernahme enthalten waren eine Lotsenstation und eine Festmacherei in Wismar, eine weitere Lotsenstation einschließlich Leuchtturm und anderer Immobilien auf der Insel Poel, Büros in Warnemünde und Stralsund, ein Schlepper, acht Lotsenversetzboote und zwölf Koppelpontons.
Kurt Borchard starb am 19. Februar 1997. Das Unternehmen blieb weiterhin als GmbH im Familienbesitz.

#### Fairplay Towage
Seit dem 1. Januar 1996 etablierte sich, nach der Einführung der Niederlassungsfreiheit innerhalb der Europäischen Union, die niederländische Schleppreederei Kotug in Konkurrenz zu den alteingesessenen Firmen im Hamburger Hafen. Aufgrund steuerlicher Begünstigungen konnten ausländische Unternehmen teils deutlich günstigere Hafenassistenzen anbieten, was zum sogenannten Hamburger Schlepperkrieg führte. Im Gegenzug bereitete die Fairplay-Reederei die Ausweitung ihres Geschäfts auf die internationalen Häfen vor. Sie gab bei der spanischen Werft Constructiones Navales Santodomingo in Vigo vier Schlepper mit ASD-Antrieb (Azimuth Stern Drive) und Bugstrahlruder in Auftrag, die ab 1999 unter der Firmierung Fairplay Towage BV in Rotterdam eingesetzt wurden. Am 1. Mai 2004, nach dem Beitritt Polens in die EU, wurde auch im Stettiner Hafen das Schleppgeschäft aufgenommen.
2004 übernahm die Fairplay-Reederei 50 Prozent der Geschäftsanteile der belgischen Schleppreederei Unie von Redding en Sleepdienst (URS), die sie im Jahr 2007 an die niederländische Reederei Smit Internationale N.V. in Rotterdam weitergab. Im Gegenzug beteiligte sich die Fairplay mit 9,99 % an Smit, die als eine der größten Schleppreedereien der Welt gilt. Im Zuge der vollständigen Übernahme von Smit durch Royal Boskalis Westminster im Jahr 2010 wurde diese Beteiligung aufgegeben.
Das erweiterte Geschäft führte 2007 zu einem Umzug des Geschäftssitzes vom Stubbenhuk in größere Büroräume gegenüber der Speicherstadt mit der neuen Adresse Bei den Mühren.
2017 übernahm das Unternehmen die ebenfalls in Hamburg ansässige Bugsier-, Reederei- und Bergungsgesellschaft. Die Fusion wurde am 8. November vollendet.

## Unternehmensstruktur
Nach der Übernahme von Bugsier im Jahr 2017 stellt sich die Struktur der Fairplay-Gruppe wie folgt dar:
Konzernmutter und zugleich höchste Konsolidierungsebene ist die Fairplay Schleppdampfschiffs-Reederei Richard Borchard GmbH, die zugleich auch selbst operatives Geschäft im Bereich der Schleppschifffahrt erbringt.
Ebenfalls in der Schleppschifffahrt aktiv sind die folgenden Tochterunternehmen:
- BBB Schlepp- und Hafenbetrieb GmbH & Co KG, Rostock, zu 100 %
- Fairplay Towage B.V., Rotterdam, Niederlande, zu 100 %
- Antwerp Towage N.V., Antwerpen, Belgien, zu 50 %
- Fairplay Towage Polska Sp. z o.o., Stettin, Polen, zu 98 %
- Project Zegluga Fairplay Towage Polska Sp. z o.o. Sp.k. (vormals: Project Zegluga Sp. z o.o.), Stettin, Polen, zu 100 %
- Fairplay Iberica S.L.U., Madrid, Spanien, zu 100 %
- Odiel Towage S.L., Madrid, Spanien, zu 100 %

Weitere direkte Töchter von Fairplay sind die Werft Theodor Buschmann (GmbH & Co) in Hamburg sowie die Containerschiffs-Reederei Fairplay Containerships B.V., Rotterdam.
Die Bugsier-Gruppe ist als eigenständige Gruppe am Markt aktiv: Bugsier-, Reederei- und Bergungs-Gesellschaft mbH & Co. KG, Hamburg, WFS Wilhelmshavener Feuerlösch- und Schleppreederei GmbH, Wilhelmshaven und WSR Wilhelmshavener Schleppreederei GmbH, Hamburg.
Die nach der Übernahme von Bugsier vollständig im Besitz der Fairplay-Gruppe befindlichen Notschlepper Nordic und Baltic werden von in der NORTUG Holding GmbH & Co. KG und der BALTIC Holding GmbH & Co. KG zusammengefassten Teilkonzerne betrieben.

## Liste der aktuellen Fairplay-Schlepper (Auswahl)
| Name         | Auftrag | Werft                               | Hafen                             | Daten                                                                                   | Abbildung                               |
| ------------ | ------- | ----------------------------------- | --------------------------------- | --------------------------------------------------------------------------------------- | --------------------------------------- |
| Fairplay I   | 2007    | Astilleros Armon Navia (Spanien)    | Rotterdam / Antwerpen             | ASD-Schlepper 5000 PS, 70 tons, 25 m Länge, 11,2 m Breite                               | Schlepper FAIRPLAY I im Hamburger Hafen |
| Fairplay II  | 1974    | Max Sieghold Bremerhaven            | Gdynia/Polen                      | Traktor-Schlepper 2320 PS, 30 tons, 16,45 m Länge, 8,8 m Breite                         | Schlepper Fairplay XV und Fairplay II   |
| Fairplay III | 2007    | Astilleros Armon Navia              | Rotterdam / Antwerpen             | ASD-Schlepper 5000 PS, 70 tons, 25 m Länge, 11,2 m Breite                               | Schlepper Fairplay III in Antwerpen     |
| Fairplay IV  | 1978    | Max Sieghold Bremerhaven            | Szczecin                          | Traktor-Schlepper 2320 PS, 30 tons, 26,32 m Länge, 8,8 m Breite                         |                                         |
| Fairplay V   | 1983    | Max Sieghold Bremerhaven            | Szczecin                          | Traktor-Schlepper 2320 PS, 30 tons, 26,32 m Länge, 8,8 m Breite                         |                                         |
| Fairplay VI  | 1992    | Mützelfeldt Werft Cuxhaven          | Szczecin                          | Traktor-Schlepper 3060 PS, 41 tons, 27,96 m Länge, 9,1 m Breite                         | Schlepper Fairplay VI                   |
| Fairplay VII | 1992    | Theodor Buschmann Hamburg           | Szczecin                          | Traktor-Schlepper 3060 PS, 41 tons, 27,96 m Länge, 9,1 m Breite                         |                                         |
| FAIRPLAY IX  | 2015    | Astilleros Armon Navia              | Hamburg                           | Hybrid-Traktor-Schlepper 8158 PS, 90 tons, 29,67 m Länge, 13,50 m Breite                |                                         |
| Fairplay X   | 2009    | Astilleros Armon Navia              | Antwerpen                         | ASD-Schlepper 5000 PS, 70 tons, 25 m Länge, 11,2 m Breite                               | Schlepper Fairplay X in Hamburg         |
| Fairplay XI  | 2015    | Astilleros Armon Navia              | Rotterdam                         | Hybrid-Traktor-Schlepper 8158 PS, 90 tons, 29,67 m Länge, 13,50 m Breite                | Schlepper Fairplay XI in Rotterdam      |
| Fairplay XII | 1993    | Rolandwerft Warfleth                | Rostock                           | ASD-Schlepper 3360 PS, 42 tons, 31,14 m Länge, 19,5 m Breite                            | Schlepper Fairplay XII in Rostock       |
| Fairplay XIV | 2009    | Astilleros Armon Navia              | Rotterdam / Antwerpen             | ASD-Schlepper 5000 PS, 70 tons, 25 m Länge, 11,2 m Breite                               |                                         |
| Fairplay-21  | 1998    | Santodomingo Vigo (Spanien)         | Rotterdam                         | ASD-Schlepper 4500 PS, 52 tons, 34,75 m Länge, 10,8 m Breite, langfristig ausgechartert | Schlepper Fairplay 21 in Rotterdam      |
| Fairplay-23  | 1998    | Santodomingo Vigo (Spanien)         | Rotterdam                         | ASD-Schlepper 4500 PS, 52 tons, 34,75 m Länge, 10,8 m Breite, langfristig ausgechartert |                                         |
| Fairplay-24  | 1998    | Santodomingo Vigo (Spanien)         | Rotterdam                         | ASD-Schlepper 4500 PS, 52 tons, 34,75 m Länge, 10,8 m Breite, langfristig ausgechartert | Schlepper Fairplay 24                   |
| Fairplay-25  | 2000    | Astilleros Zamakona Bilbao, Spanien | Sassnitz                          | ASD-Schlepper 5500 PS, 65 tons, 34,85 m Länge, 11 m Breite                              |                                         |
| Fairplay-26  | 2000    | Astilleros Zamakona Bilbao, Spanien | Rotterdam                         | ASD-Schlepper 5500 PS, 65 tons, 34,85 m Länge, 11 m Breite                              | Schlepper Fairplay 26                   |
| Fairplay-27  | 2009    | Astilleros Armon Navia              | Rotterdam                         | ASD-Schlepper 5440 PS, 75 tons, 36 m Länge, 11,61 m Breite                              |                                         |
| Fairplay-30  | 2008    | Astilleros Armon Navia              | rdeuropao                         | ASD-Schlepper 7213 PS, 85 tons, 39 m Länge, 12,7 m Breite                               |                                         |
| Fairplay-31  | 2008    | Astilleros Armon Navia              | rdeuropao                         | ASD-Schlepper 7213 PS, 85 tons, 39 m Länge, 12,7 m Breite                               |                                         |
| Fairplay-33  | 2011    | Daewoo Mangalia                     | Offshore- / Langstrecken-Einsätze | Seeschlepper 6000 kW, 105 tons, 48,8 m Länge, 13,8 m Breite                             | Schlepper Fairplay 33 in Bremerhaven    |
| Fairplay-38  | 2009    | Sanmar                              | Hamburg                           | ASD-Schlepper 6528PS, 95 tons, 33,10m Länge, 12,60m Breite                              |                                         |
| Stralsund    | 1992    | Delta Shipyard Sliedrecht (Holland) | Gdynia/Polen                      | Einschraubenschlepper 580 PS, 8 tons, 13,67 m Länge, 4,36 m Breite                      |                                         |
| Wezyr 1      |         |                                     | Gdańsk                            | Schubboot 770 PS, Pusher, 22,57 m Länge, 8,98 m Breite                                  |                                         |
| Wezyr 2      |         |                                     | Gdańsk                            | Schubboot 770 PS, Pusher, 22,58 m Länge, 8,98 m Breite                                  |                                         |

## Geschichte der Fairplay-Flotte
Die Namensgebung Fairplay für die Schlepper entstand 1895 in dem Unternehmen Carl Tiedemanns mit der Inbetriebnahme seines dritten Schleppers. Vor dem Hintergrund der starken Konkurrenz im Hamburger Hafen erhoffte sich Tiedemann einen Vorteil bei der Auftragserteilung durch eine international geläufige Bezeichnung mit dem Hinweis auf Fairness, Ehrlichkeit und Anständigkeit. Der Name wurde nachfolgend – mit hinzugefügter Nummerierung in römischen Ziffern – für alle weiteren Schlepper der Firma verwendet. Nach Ausmusterung oder Verkauf eines Schiffes verwendete man die freigewordene Nummer für Neuanschaffungen wieder, so dass im Laufe der Jahre unter jedem Namen mehrere Schiffe gelaufen sind bzw. heute noch laufen.
Aufgrund der Vergrößerung der Flotte für das internationale Geschäft im europäischen Binnenmarkt werden seit 1998, beginnend mit der Fairplay 21, arabische statt römische Ziffern für die Nummerierung verwendet. Die Tradition, dass freiwerdende Nummern Neufahrzeugen gegeben werden, ist jedoch geblieben.

### Fairplay I

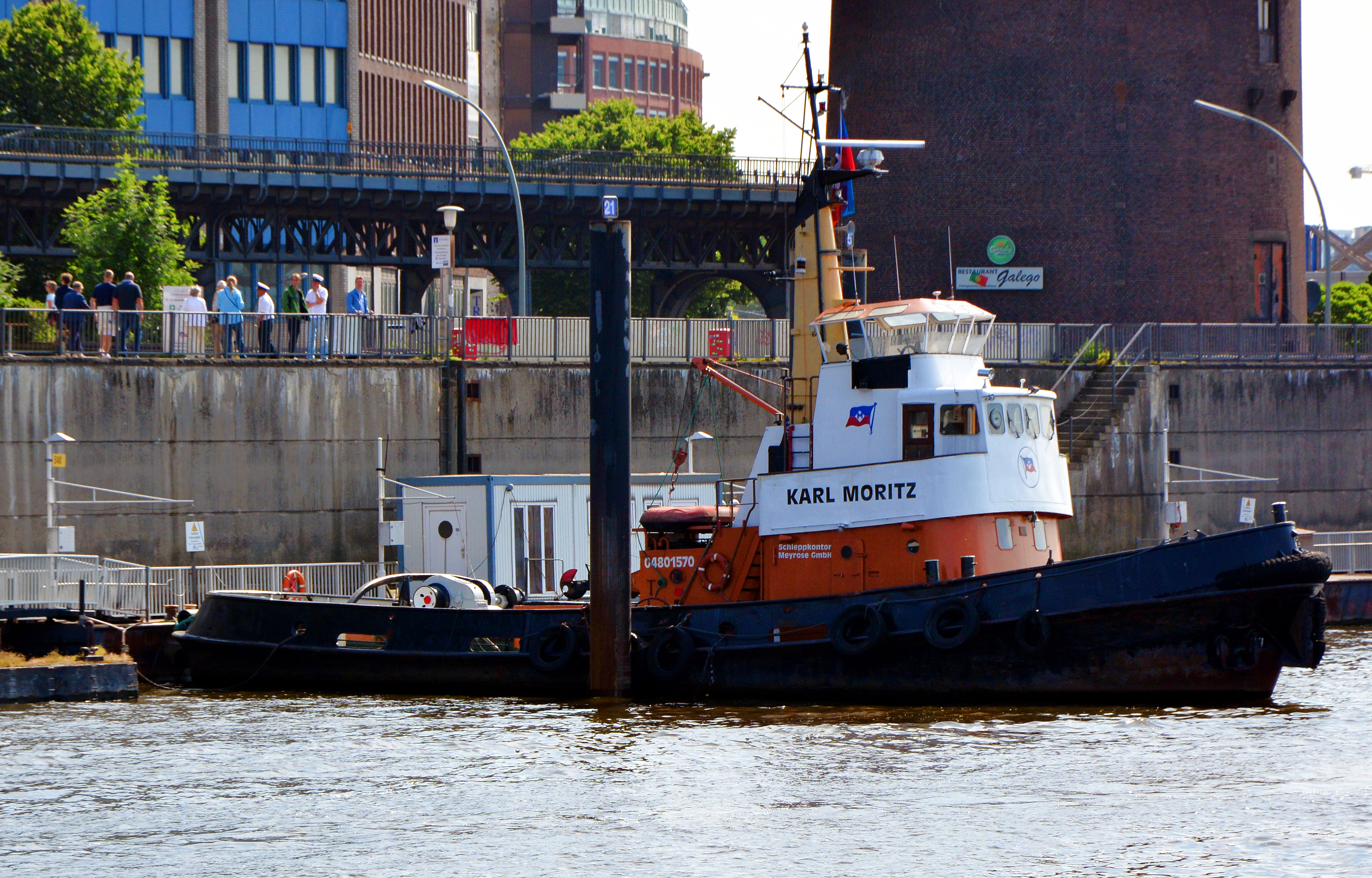
Fairplay I (1964) als Karl Moritz im Hamburger Hafen

- Fairplay I (1895): Die erste Fairplay wurde 1895 von Carl Tiedemann bei der Hamburger Werft Janssen & Schmilinsky in Auftrag gegeben. Sie hatte eine Vermessung von 66 BRT und eine Antriebsleistung von 243 kW (ca. 330 PS). Der Name Fairplay wurde zwar am 26. Mai 1898 offiziell in Fairplay I geändert, allerdings trug das Schiff die Ziffer erst ab Anfang der 1930er-Jahre auf dem Bug.[11] 1914 wurde der Schlepper von der Kaiserlichen Marine eingezogen und bei der Sperrfahrzeug-Division der Jade eingesetzt, ab November 1916 als Verkehrsdampfer bei dem I. Geschwader der Hochseeflotte. Die Rückgabe des Schleppers erfolgte nach dem Krieg zu einem unbekannten Datum. Auch im Zweiten Weltkrieg wurde der Schlepper 1939 von der Kriegsmarine eingezogen, zunächst bei der Küstenwachstelle List auf Sylt stationiert, anschließend bei der Kriegsmarinewerft Wilhelmshaven, ab 1943 beim Marinearsenal in Gotenhafen. Im Juli 1945 wurde der Schlepper durch die Alliierten an die Reederei zurückgegeben. 1950 kam es zum Verkauf an die Firma Eisen & Metall in Hamburg, dort fuhr sie noch drei Jahre unter dem Namen Richard und wurde 1953 abgewrackt.
- Fairplay I (1950): 1950 wurde die ehemalige Fairplay X, die 1911 gebaut und ab 1938 in Großbritannien als Fairplay one fuhr, nach Hamburg zurückgebracht. Sie lief noch für einige Monate unter dem Namen Fairplay XX. Dann wurde sie auf der Werft von Theodor Buschmann bis auf den Rumpf abgewrackt und als Fairplay I wieder aufgebaut. Sie erhielt einen Sechszylinder-Deutz-Dieselmotor mit einer Leistung von 713 kW (ca. 970 PS) und brachte es auf eine Geschwindigkeit von 12 Knoten. Das Schiff war mit 160 BRT vermessen und war in dieser Zeit der stärkste Schlepper der Flotte. Am 6. September 1954 wurde sie beim Steubenhöft/Cuxhaven von dem Passagierschiff Italia überlaufen und sank. Sie wurde gehoben, repariert und kam 1955 wieder in Fahrt. Am 2. Februar 1959 sank die Fairplay I abermals, zusammen mit der Fairplay VII, zu dem Unglück kam es bei Bergungsarbeiten an der Brammer Sandbank auf der Unterelbe. Beide Schiffe wurden gehoben, repariert und kamen wieder in Fahrt. 1964 wurde die Fairplay I an die Augustea Impresa Maritime S.p.A. in Palermo, Italien verkauft und lief dort bis zu ihrem Abbruch 1986 als Duro.
- Fairplay I (1964): 1964 von der Werft Theodor Buschmann erbaut, war mit 98 BRT vermessen und leistete 441 kW (ca. 600 PS). Der Hauptsitz des Schleppers wurde 1990 nach Rostock verlegt, in Hamburg galt er weiterhin als Reserveschlepper. Die Reederei verkaufte das Schiff 1999, anschließend ließ es die Schleppreederei Karl H. Meyrose KG grundlegend modernisieren und nahm es unter dem Namen Karl Moritz in Dienst.
- Fairplay I (2007): Dieser Schlepper wurde 2007 von der spanischen Werft Astilleros Armon fertiggestellt und zunächst in Hamburg eingesetzt, 2009 nach Rotterdam verlegt. Es handelt sich um einen ASD-Schlepper mit zwei 8-Zylinder ABC-Maschinen mit einer Leistung von je 1850 kW (ca. 2515 PS) für zwei Schottel-Festpropeller-Anlagen in Kortdüsen, die einen Pfahlzug von über 70 Tonnen und eine Geschwindigkeit von 12 Knoten ermöglichen. Sie ist baugleich mit den in dieser Serie gefertigten Schleppern Fairplay III, Fairplay X und Fairplay XIV.[12][13]

### Fairplay II
- Fairplay II (1897): Sie wurde vor 1897 durch Carl Tiedemann ebenfalls bei Janssen & Schmilinsky in Auftrag gegeben, doch erwies sich dieses Schiff zu groß für den Hamburger Hafen. Es wurde nicht in die offizielle Flottenliste der Reederei aufgenommen und umgehend an die Hamburger Segelschiffsreederei Eugen Cellier weiterverkauft. Später gelangte es zur französischen Marine, nach der Besetzung Frankreichs wurde es 1940 von deutschen Truppen übernommen, 1943 bei Kampfhandlungen in Lorient zerstört.
- Fairplay II (1898): 1898 wurde eine neue Fairplay II von Janssen & Schmilinsky geliefert. Sie umfasste 68 BRT und leistete 265 kW (ca. 360 PS). 1914 zog die Kaiserliche Marine sie ein und setzte sie bei der Hilfsminensuchdivision Cuxhaven der Hafenflottille der Elbe ein. 1915 kam sie zurück an die Reederei. Am  9. Januar 1923 kenterte sie beim Schleppen des Frachters Dinteldijk, konnte aber später gehoben und wieder in Fahrt gebracht werden. 1940 wurde sie zur Kriegsmarinedienststelle in Hamburg eingezogen, jedoch im selben Jahr wieder an die Reederei zurückgegeben. Am 19. Mai 1958 verkaufte die Reederei sie zum Abwracken an Walter Ritscher in Harburg.[14]
- Fairplay II (1959): 1959 von der Werft Theodor Buschmann neu erbaut, 136 BRT und 736 kW (ca. 1000 PS). Sie wurde 1972 umgebaut, auf Kortdüsen-Antrieb umgestellt und als Fairplay VII weitergefahren.
- Fairplay II (1974): 1974 auf der Werft Max Sieghold in Bremerhaven erbaut, 179 BRT und 1280 kW (ca. 1740 PS). Sie war der erste Fairplay-Schlepper mit Schottel-Antrieb (Schottel-Traktor-Schlepper).[15]

### Fairplay III

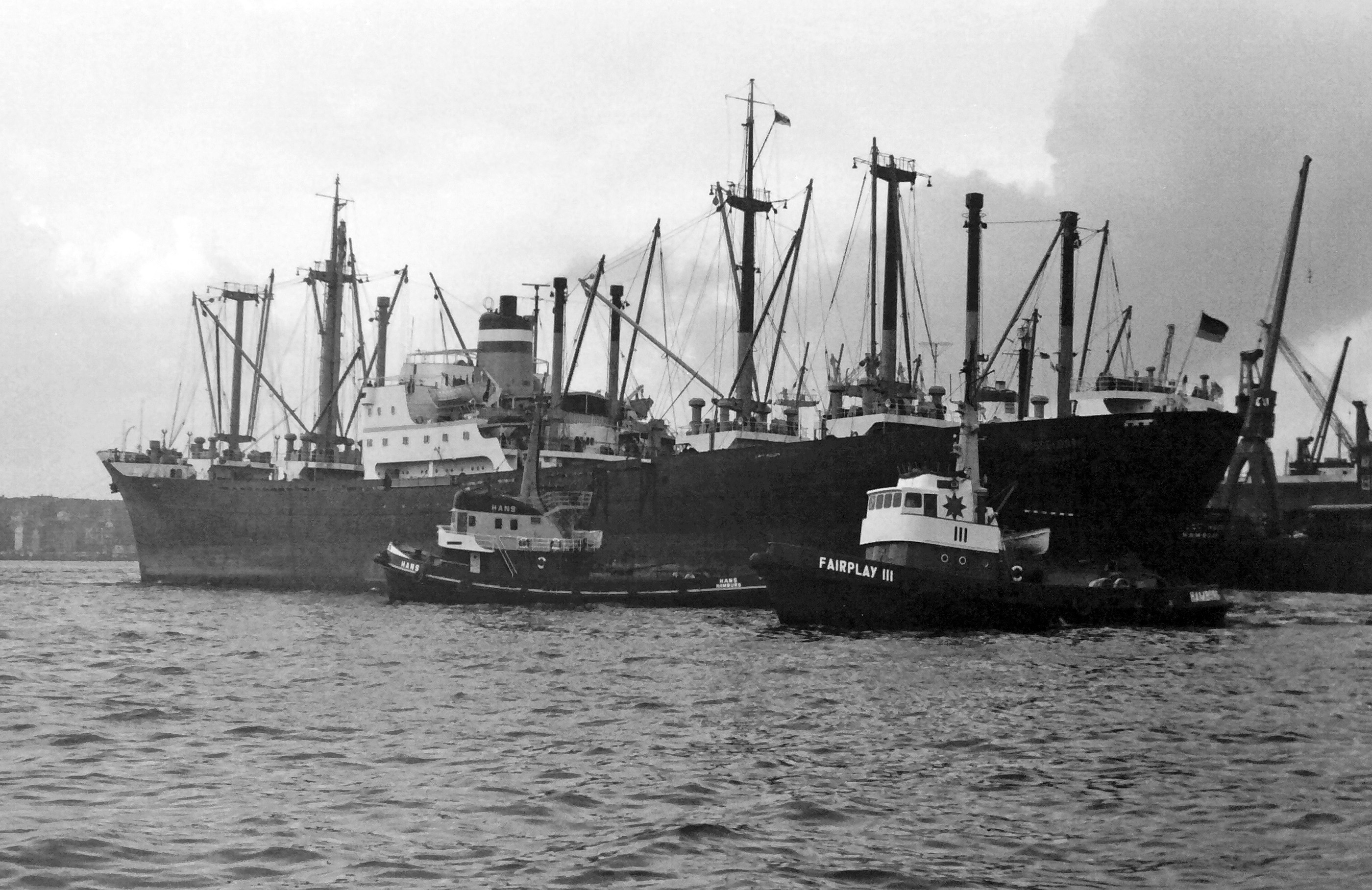
Fairplay III von 1963 im Einsatz für die Düsseldorf in Hamburg (1969)

- Fairplay III (1897): 1897 bei Janssen & Schmilinsky für die Firma von Carl Tiedemann gebaut, 67 BRT und 199 kW (ca. 270 PS). Bei einem Schleppeinsatz am 23. Dezember 1908 auf der Unterelbe, Höhe Brunshausen bei Stade, gemeinsam mit der Fairplay VIII, überlaufen und gesunken, das Schiff konnte gehoben und repariert werden. 1914 wurde sie von der Kaiserlichen Marine eingezogen und zunächst bei der Hilfsminensuchdivision Cuxhaven der Hafenflottille der Elbe und ab 1915 bei der Kaiserlichen Werft in Wilhelmshaven eingesetzt. 1918 erfolgte die Rückgabe an die Reederei. 1939 von der Kriegsmarine eingezogen, zunächst bei der Küstenwachstelle List auf Sylt stationiert, dann unter dem Namen Sperber beim Seefliegerhorst Hörnum, anschließend beim Kriegsmarinenbauamt auf Helgoland. Die Rückgabe nach dem Zweiten Weltkrieg erfolgte zu einem unbekannten Zeitpunkt. 1950 wurde sie an die Firma Eisen & Metall in Hamburg verkauft, fuhr noch drei Jahre unter dem Namen Ingrid und wurde 1953 abgewrackt.
- Fairplay III (1951): 1951 kaufte die Reederei den Schlepper Merkur der Emdener Reederei Johs. Fritzen. Er kam anstelle der ersten Fairplay III unter diesem Namen zum Einsatz. Am 9. Dezember 1958 wurde sie bei einer Assistenz vor Steinwerder überlaufen und sank. Die Besatzungsmitglieder konnten gerettet und das Schiff nach dem Heben wieder in Fahrt gebracht werden. 1963 wurde es an Emil Tiedje in Hamburg zum Abbruch verkauft.
- Fairplay III (1963): 1963 auf der Werft Theodor Buschmann gebaut, 98 BRT, 441 kW (ca. 600 PS). 2002 an privat verkauft, unter dem neuen Namen Monsun soll er weiterhin im Hamburger Hafen Dienstleistungen anbieten.
- Fairplay III (2005): 2005 von der Werft Astillerors Armon übernommen, Maschinenleistung 1850 kW (ca. 2515 PS), Pfahlzug 65,5 Tonnen, wurde zunächst in Rotterdam eingesetzt, seit 2009 in Antwerpen. Sie ist ein Schwesterschiff der Fairplay I.[16]

### Fairplay IV

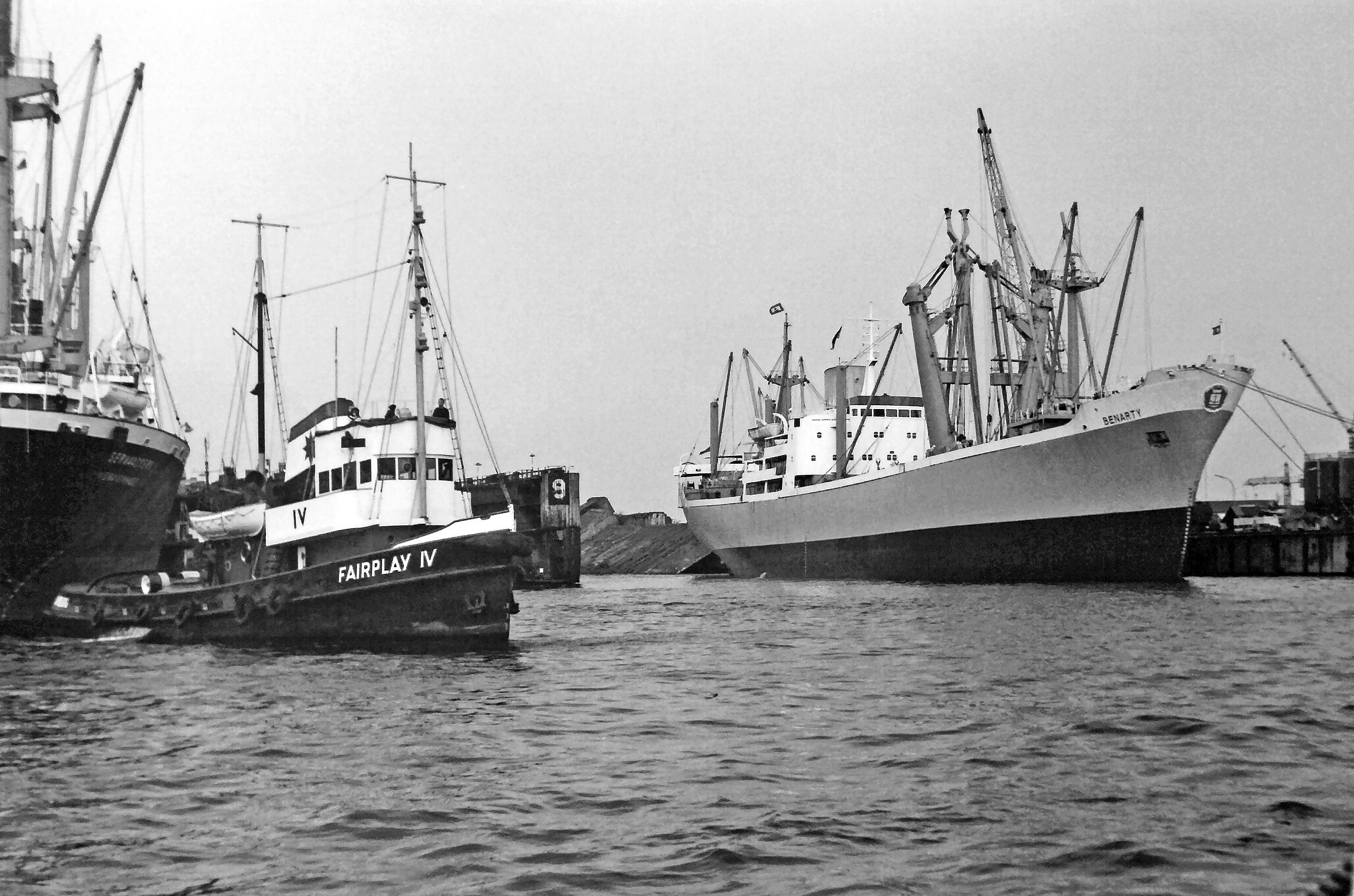
Fairplay IV von 1954 im Hamburger Vulkanhafen

- Fairplay IV (1899): 1899 bei Janssen & Schmilinsky gebaut, 68 BRT und 213 kW (ca. 290 PS). 1914 wurde sie von der Kaiserlichen Marine eingezogen und zunächst bei der Hilfsminensuchdivision Cuxhaven der Hafenflottille der Elbe, ab 1918 als Tender eingesetzt. Die Rückgabe des Schleppers erfolgte nach dem Krieg zu einem unbekannten Datum. 1940 von der Kriegsmarine erneut eingezogen, sie war eingeplant für den Einsatz bei dem „Unternehmen Seelöwe“, bei dem die Landung deutscher Truppe in Großbritannien angestrebt war, das Vorhaben wurden jedoch aufgegeben. Der Schlepper wurde 1947 von den Alliierten an die Reederei zurückgegeben. 1952 verkaufte die Reederei ihn an die Firma Eisen & Metall in Hamburg, wo er noch sieben Jahre unter dem Namen Gustav fuhr und 1959 zum Abbruch kam.
- Fairplay IV (1954): 1954 auf der Werft von Theodor Buschmann gebaut, 127 BRT und 588 kW (ca. 800 PS). Es war das erste Schiff der Flotte, das mit einem Verstellpropeller ausgerüstet wurde. Es wurde 1978 an die niederländische Firma K.H. Broekmeulen in Vianen verkauft.
- Fairplay IV (1978): 1978 auf der Werft Max Sieghold in Bremerhaven erbaut, 190 BRT, 1280 kW (ca. 1740 PS), zwei Schottel-Ruder-Propeller. Sie wird in Stettin eingesetzt.[17]

### Fairplay V

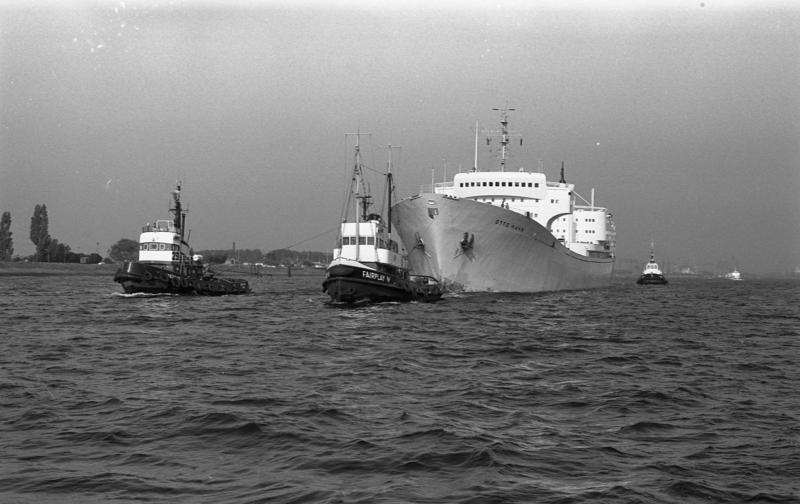
Fairplay V (die Zweite) beim Einsatz an dem Nuklearschiff Otto Hahn im Hamburger Hafen 1970

- Fairplay V (1901): 1901 von der Werft H.C. Stülcken Sohn übernommen, 101 BRT, 313 kW (ca. 425 PS). 1916 wurde sie von der Kaiserlichen Marine eingezogen und zunächst im Netzfahrzeugverband der Ostsee übernommen. Später kam sie bei der „Vorposten Halbflottille West“ und bei der „Sperrfahrzeugdivision Weser“ zum Einsatz. 1919 erfolgte die Rückgabe an die Reederei. Am 10. Februar 1930 wurde die Fairplay V bei einem Einsatz als Kopfschlepper unter Wasser gedrückt und sank. Der unter Deck gefangene Maschinist starb, die weiteren Besatzungsmitglieder konnten gerettet werden. Der Schlepper kam nach dem Heben und der Reparatur wieder in Fahrt. 1931 sank er nach einer Kollision zum zweiten Mal. Er konnte geborgen und auf der Oelkers-Werft repariert werden. Am 26. Mai 1938 kenterte er beim Schleppen der Hohenfels und sank zum dritten Mal.[18] Auch diesmal wurde er gehoben und repariert. 1939 zog die Kriegsmarine ihn zum Einsatz bei der Kriegsmarinewerft in Kiel ein. 1940 wurde auch dieser Schlepper für den Einsatz bei dem „Unternehmen Seelöwe“ eingeplant. Nach 1945 sollte er zunächst nach Griechenland abgeliefert werden, kam dann aber doch an die Reederei zurück. Am 25. Oktober 1957 geriet die Fairplay V bei einem Einsatz in Hamburg zwischen Tollerort und Kohlenschiffhafen unter den argentinischen Frachter Rio San Juan und sank. Drei der fünf Besatzungsmitglieder starben. Der Schlepper wurde geborgen und am 11. Dezember 1957 zum Abbruch an Walter Ritscher in Harburg verkauft.[18]
- Fairplay V (1961): 1961 auf der Werft Theodor Buschmann gebaut, 94 BRT, 441 kW (ca. 600 PS), mit Kortdüse. Der Schlepper wurde 1981 an das Unternehmen Imprese Ing. Sparaco Spartaco S.A. in Rom verkauft.
- Fairplay V (1983): 1983 auf der Werft Max Sieghold in Bremerhaven gebaut, 208 BRZ, 1280 kW (ca. 1740 PS). 2006 von Hamburg nach Rostock verlegt.[19]

### Fairplay VI

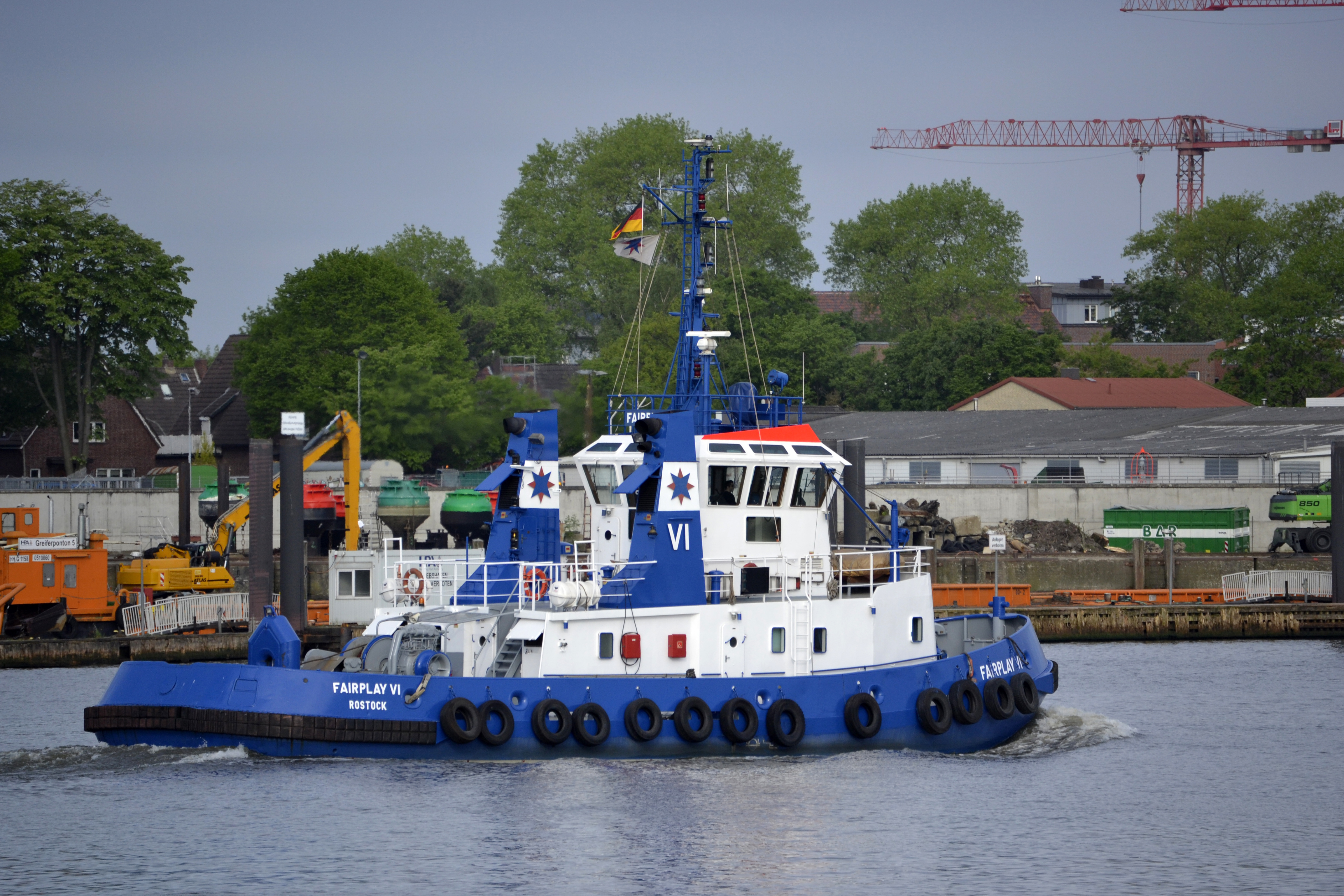
Fairplay VI im Hamburger Hafen

- Fairplay VI (1901): 1901 von Janssen & Schmilinsky übernommen, 68 BRT, 236 kW (ca. 321 PS). 1914 wurde sie von der Kaiserlichen Marine eingezogen und zunächst bei der Hilfsminensuchdivision Cuxhaven der Hafenflottille der Elbe, ab 1918 als Tender eingesetzt. In den Jahren 1917/18 war der - unter dem Namen Joachim Ringelnatz bekannte - Künstler Hans Gustav Bötticher Kommandant der Fairplay VI.[20] 1919 erfolgte die Rückgabe von der Marine an die Reederei. 1940 wurde sie von der Kriegsmarine eingezogen, sie war für den Einsatz bei dem „Unternehmen Seelöwe“ eingeplant, kam nach dessen Aufgabe 1942 zur Reederei zurück. Am 8. Juni 1956 wurde die Fairplay VI an die Köhlbrandwerft Paul Berehrendsohn verkauft und in Ranghild umbenannt. Der Abbruch erfolgte im Oktober 1956 auf der Köhlbrandwerft.[18]
- Fairplay VI (1957): 1957 von der Werft Theodor Buschmann neu erbaut, 136 BRT, 588 kW (ca. 800 PS). Sie wurde mit einem Verstellpropeller in einer Kortdüse ausgerüstet. Die Reederei verkaufte sie 1978 an die Scheepvaart & Handelsbedrijf Vios B.V. in Papendrecht in den Niederlanden.
- Fairplay VI (1992): 1992 von der Mützelfeldtwerft in Cuxhaven gebaut, 225 BRT und 2250 kW (3060 PS). Sie war zeitweilig in Rostock eingesetzt, ihr Heimathafen ist Hamburg.[21]

### Fairplay VII
- Fairplay VII (1906): 1906 von den Stettiner Oderwerken erbaut, 90 BRT und 276 kW (ca. 376 PS), mit einem Ruderstand auf dem Peildeck. 1914 wurde sie von der Kaiserlichen Marine eingezogen und bei der Hilfsminensuchdivision Cuxhaven der Hafenflottille der Elbe eingesetzt. 1915 erfolgte die Rückgabe an die Reederei. 1940 von der Kriegsmarine eingezogen, eingeplant für den Einsatz bei dem „Unternehmen Seelöwe“. Am 27. Oktober 1940 kam sie bei kriegsbedingten Bergungsarbeiten in Verlust.

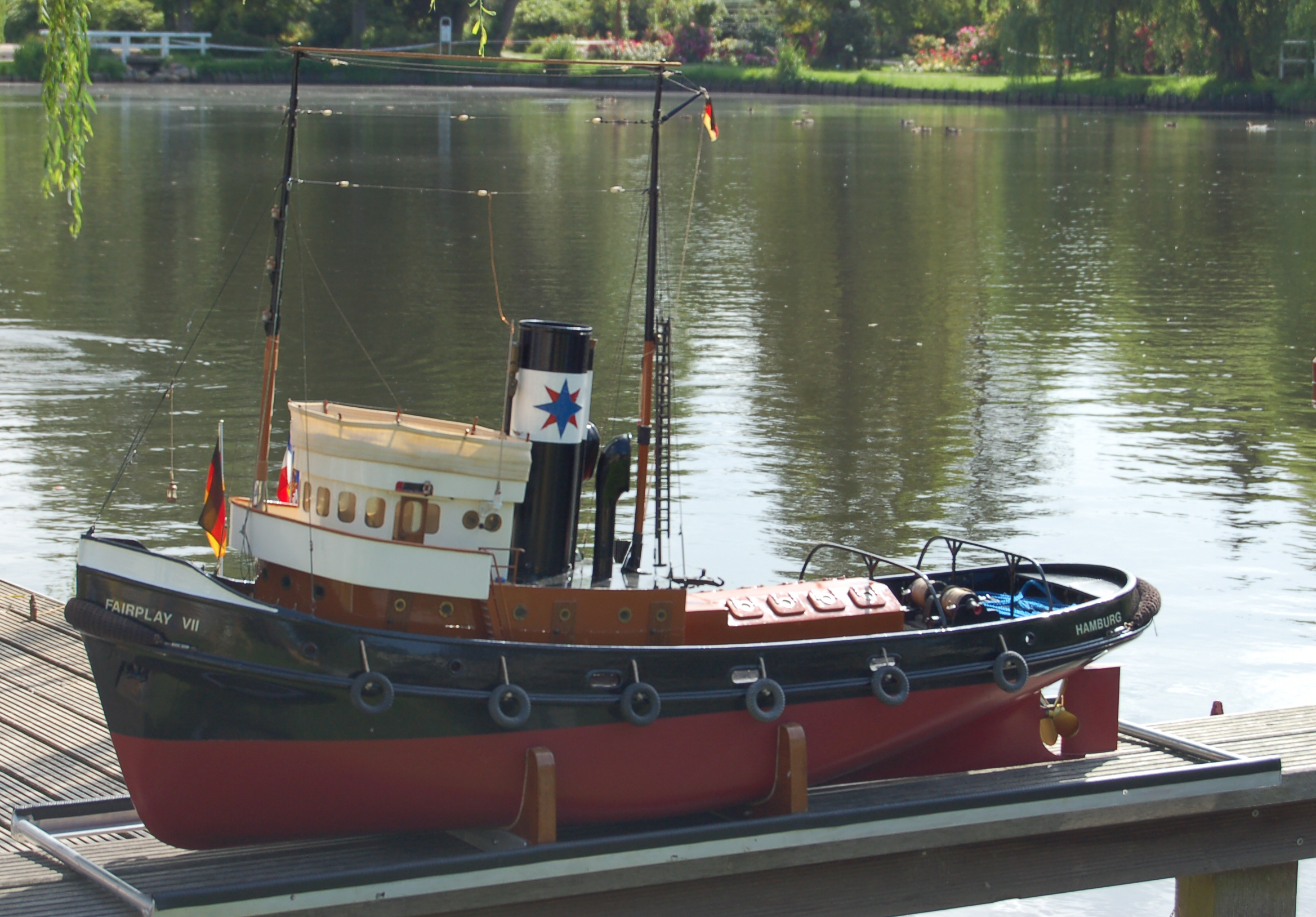
Modell der zweiten Fairplay VII im Jahr 2009

- Fairplay VII (1942): 1942 wurde eine neue Fairplay VII von der Casco Gebr. Sander, NV Scheepswerft, Delfzijl übernommen. Sie umfasste 175 BRT und leistete 698 kW (ca. 950 PS). Am 2. Februar 1959 sank sie bei Bergungsarbeiten an der Brammer Sandbank, ebenso die Fairplay I. Beide Schiffe wurden gehoben, repariert und kamen wieder in Fahrt. 1970 verkaufte die Reederei sie zum Abbruch nach Belgien.
- Fairplay VII (1959): Die 1959 von der Werft Theodor Buschmann neu erbaute Fairplay II, 136 BRT und 736 kW (ca. 1000 PS), wurde 1972 umgebaut, auf Kortdüsen-Antrieb umgestellt und in Fairplay VII umbenannt. 1990 wurde sie an Klass Meijer, Delfzijl Niederlande verkauft.
- Fairplay VII (1992): 1992 von der Mützelfeldtwerft in Cuxhaven gebaut, 225 BRT und 2250 kW (3060 PS), wird in Rostock eingesetzt.[22]

### Fairplay VIII
- Fairplay VIII (1906): 1906 von den Stettiner Oderwerken erbaut, 90 BRT und 257 kW (ca. 350 PS), mit einem Ruderstand auf dem Peildeck. Bei einem Schleppeinsatz am 23. Dezember 1908 auf der Elbe, Höhe Brunshausen, gemeinsam mit Fairplay III, überlaufen und gesunken, das Schiff konnte gehoben und repariert werden. 1914 wurde sie von der Kaiserlichen Marine eingezogen und zunächst bei der Hilfsminensuchdivision Cuxhaven der Hafenflottille der Elbe, ab 1918 als Sperrverkehrsfahrzeug eingesetzt. 1919 erfolgte die Rückgabe an die Reederei. 1939 wurde sie wiederum von der Kriegsmarine eingezogen und beim Marineausrüstungs- und Reparaturbetrieb Warnemünde eingesetzt. 1940 war auch dieser Schlepper für den Einsatz bei dem „Unternehmen Seelöwe“ eingeplant, wurde dann zur Kriegsmarinewerft nach Kiel verlegt, ab 1942 beim Marineausrüstungs- und Reparaturbetrieb Swinemünde, 1944 bei der Küstenwache Holtenau und 1945 bei der Kanal-Wachabteilung Holtenau. Im Juli 1945 wurde der Schlepper durch die Alliierten an die Reederei zurückgegeben. 1962 kam er an die Firma Walter Ritscher zum Abbruch.

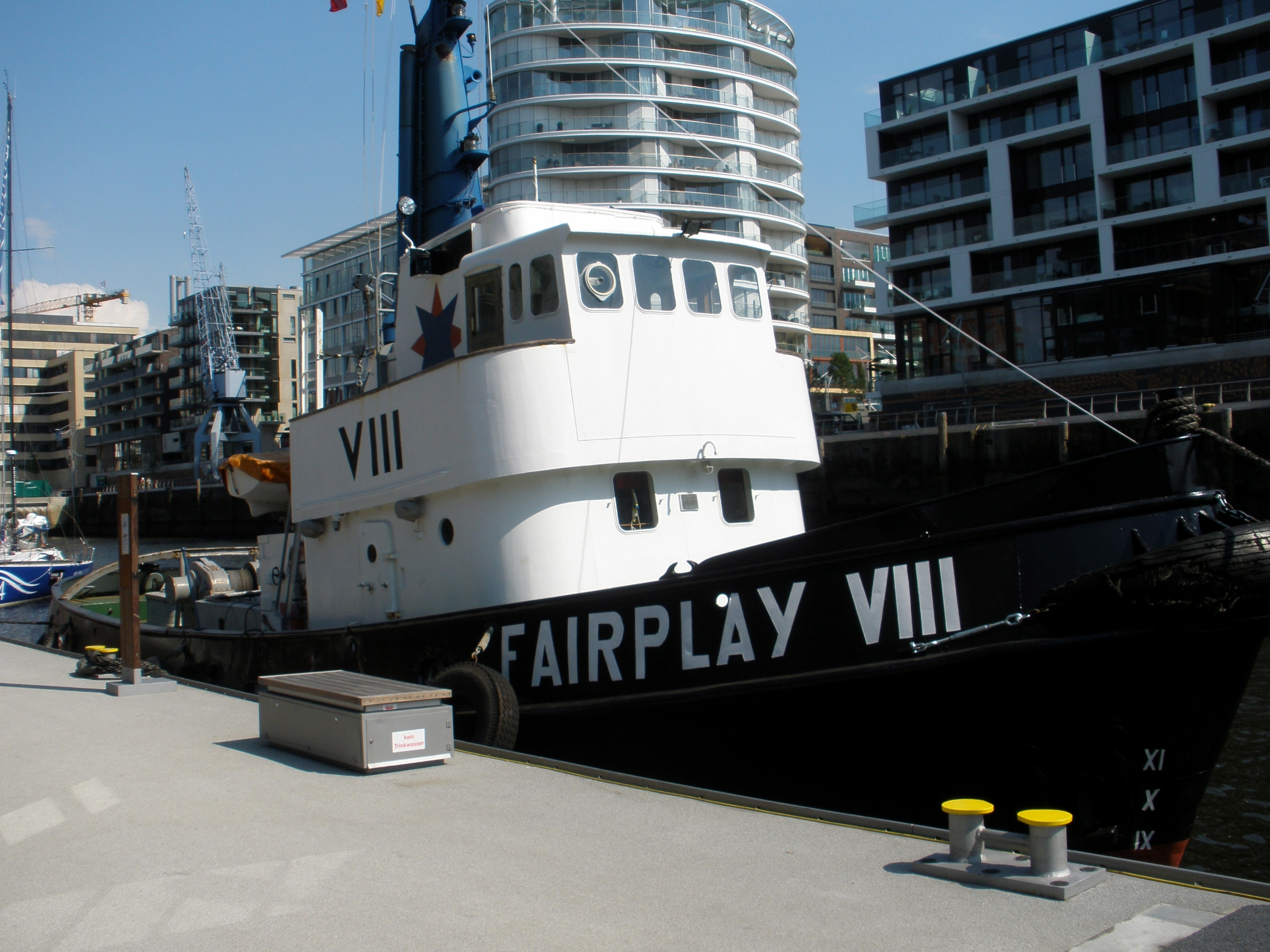
Fairplay VIII (die Zweite), als Museumsschiff am Sandtorkai, Traditionsschiffhafen

- Fairplay VIII (1962): 1962 von der Werft Theodor Buschmann gebaut, 98 BRT, 441 kW (ca. 600 PS). Der Hauptsitz des Schleppers wurde 1990 nach Rostock verlegt. Ab 2004 kam er nach Stralsund, anschließend nach Wismar. Im Jahr 2009 übernahm die Stiftung Hamburg Maritim den Schlepper als Museumsschiff in den Traditionsschiffhafen am Sandtorkai.[23]

### Fairplay IX
- Fairplay IX (1910): 1910 auf der Werft von Janssen & Schmilinsky erbaut, 74 BRT und 250 kW (ca. 340 PS). 1914 wurde sie von der Kaiserlichen Marine eingezogen und zunächst bei der Hilfsminensuchdivision Cuxhaven der Hafenflottille der Elbe, ab 1918 als Sperrverkehrsfahrzeug eingesetzt. 1919 erfolgte die Rückgabe von der Marine an die Reederei. 1939 von der Kriegsmarine eingezogen und bei der Marineausrüstungsstelle Cuxhaven eingesetzt. Im Juli 1945 wurde der Schlepper durch die Alliierten an die Reederei zurückgegeben. 1966 kam er zum Abbruch an das Unternehmen Rudolf Harmsdorff Wasserbau in Lübeck.
- Fairplay IX (1971): → Hauptartikel: Fairplay IX 1971 auf der Werft F. Schichau GmbH in Bremerhaven gebaut, 834 BRT und 2650 kW (ca. 3600 PS). Dieser leistungsstarke Hochseeschlepper war für weltweite Einsätze ausgerichtet. Im Mai 1988 wurde die Fairplay IX vor Manila von Piraten besetzt und entführt. Es handelte sich dabei um Anhänger des ehemaligen philippinischen Präsidenten Ferdinand Marcos, die versuchten, den Schlepper als volkseigen in ihren Besitz zu bringen. Nach zwei Wochen Irrfahrt über Taiwan und Japan kam das Schiff in Hongkong wieder frei. Es hat keinen festen Standort, sein Heimathafen ist Hamburg.[24]

### Fairplay X
- Fairplay X (1911): 1911 auf der Werft von Janssen & Schmilinsky erbaut, 159 BRT und 452 kW (ca. 615 PS), und war damit zu dieser Zeit der leistungsstärkste Schlepper im Hamburger Hafen. 1914 wurde er von der Kaiserlichen Marine gemietet und als Sperrverkehrsfahrzeug bei der Hafenflottille der Elbe eingesetzt. 1919 erfolgte die Rückgabe von der Marine an die Reederei. 1937 strandete er bei Bergungsarbeiten am Schoner Duhnen, konnte aber wieder flott gemacht und repariert werden. (Beim Versuch, der Duhnen und der Fairplay X zu Hilfe zu kommen, kenterte und sank das Reichsmarine-Versuchsboot Welle mit der gesamten Besatzung von 25 Mann.) Lucy Borchardt nahm diesen Schlepper 1938 mit in die Emigration nach London, dort fuhr er unter britischer Flagge und dem Namen Fairplay One. Er wurde 1944 durch einen Minentreffer schwer beschädigt, konnte aber weiterhin in Fahrt gehalten werden. 1950 überführte die Reederei ihn zurück nach Hamburg, dort erhielt er kurzzeitig die Nummer Fairplay XX. Er wurde im selben Jahr auf der Werft von Theodor Buschmann bis auf die Bais abgewrackt und als Fairplay I neu aufgebaut.
- Fairplay X (1941): 1941 übernahm die Reederei den Schlepper Marie II als neue Fairplay X. Dieses Schiff mit 141 BRT und 330 kW (ca. 450 PS) war 1918 auf der Werft Van de Knij & van de Rees NV in Dordrecht gebaut und als Minenräumboot der niederländischen Marine eingesetzt worden. 1940 sank es nach einem Minentreffer, wurde von der deutschen Kriegsmarine gehoben und als „LAZ 47“ in Dienst gestellt. Am 17. September 1940 sank das Schiff abermals nach einer Kollision. Es wurde geborgen und repariert und am 6. März 1941 an die Fairplay-Reederei gegeben, blieb aber bis zum Kriegsende im Einsatz beim Bergungsschiffverband der Kriegsmarine. Es war anschließend bis 1965 im Betrieb der Fairplay und wurde dann an das Unternehmen Rudolf Harmsdorff Wasserbau in Lübeck zum Abbruch verkauft.
- Fairplay X (1965): 1965 von der Werft Theodor Buschmann erbaut, 1966 nach Frankreich weiterverkauft.
- Fairplay X (1967): 1967 von der Werft Theodor Buschmann erbaut, 298 BRT und 1471 kW (ca. 2000 PS), er galt als der zu der Zeit größte und modernste von einer Hamburger Werft erbaute Schlepper und war der erste, mit dem weltweite Verschleppungen vorgenommen wurden. Er markiert die Ausweitung der Geschäftsfelder der Fairplay-Reederei unter anderem auf die Dienstleistungen im Offshore-Geschäft. 1971 wurde bei dem Verschleppen eines Pontons durch die Straße von Gibraltar dieser Anhang von einem U-Boot der amerikanischen Marine bei einem Notauftauchmonöver gerammt. 1984 wurde sie bei einem Seenotrettungseinsatz vor Land’s End/Cornwall bei schwerem Wetter an Land gespült. Das gestrandete Schiff konnte nach 14 Tagen durch das Ausbaggern einer Fahrrinne wieder in Wasser gebracht werden. 1987 wurde sie an ein spanisches Fischereiunternehmen verkauft.

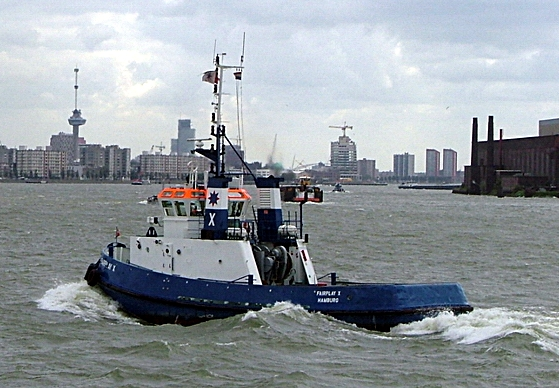
Schlepper Fairplay X (der fünfte dieses Namens) im Hafen von Rotterdam, 2004

- Fairplay X (1988): 1988 von Cochrane Shipbuilders in Goole/Großbritannien als „Lady Sybill“ gebaut, 1999 von der Fairplay-Reederei gekauft und als Fairplay X in Rotterdam stationiert. Nach 2004 verkauft.
- Fairplay X (2009): 2009 von der Werft Astilleros Armon in Navia gebauter ASD-Schlepper und in Hamburg eingesetzt. Er ist ein Schwesterschiff der Fairplay I.[25]

### Fairplay XI
- Fairplay XI(1912): 1912 auf der Werft von Janssen & Schmilinsky erbaut, 74 BRT und 250 kW (340 PS). 1914 wurde sie von der Kaiserlichen Marine eingezogen und bei der Sperrfahrzeug-Division der Jade eingesetzt, ab 1916 war sie Netzsperrfahrzeug beim Netzsperrverband Ostsee. Die Rückgabe des Schleppers erfolgte nach dem Krieg zu einem unbekannten Datum. 1939 von der Kriegsmarine eingezogen und bei der Marineausrüstungsstelle Cuxhaven eingesetzt. 1940 war dieser Schlepper eingeplant für den Einsatz bei dem „Unternehmen Seelöwe“. Im Juli 1945 wurde der Schlepper durch die Alliierten an die Reederei zurückgegeben, musste aber an die Hamburger Firma Ritscher zum Abbruch weiterverkauft werden.
- Fairplay XI (1964): 1964 wurde der 1963 auf der Werft Schulte & Bruns in Emden gebaute Schlepper Aro durch die Fairplay angekauft, er umfasste 172 BRT und 882 kW (ca. 1200 PS) und erhielt den Namen Fairplay XI. Am 31. Januar 1966 sank er nach einer Kollision vor Brunsbüttel, konnte gehoben, repariert und wieder in Fahrt gebracht werden. 1975 wurde er umgebaut und mit einer Kortdüse ausgerüstet. 1989 erfolgte der Verkauf über Belgien nach Panama. 1990: nach Multraship (Terneuzen) und MULTRATUG 5. 2005: NDJI-NDJI (Kongo)
- Fairplay XI (1988): 1988 von Cochrane Shipbuilders in Großbritannien als „Lady Theresa“ gebaut, sie umfasst 175 BRT und leistet 1507 kW (ca. 2050 PS). Die Fairplay kaufte sie im Jahr 2000 von der Wijsmuller Marine UK und setzte sie in Rostock ein. Sie ist ein Schwesterschiff der „Lady Sybill“, die 1999 als Fairplay X übernommen wurde. 2006 kam sie von Rostock nach Stettin.[26]

### Fairplay XII
- Fairplay XII (1920): 1920 ersetzte die Marine den gesunkenen Schlepper „Achilles“ durch den 1915 von der Scheepswerft Juliane in den Niederlanden gebauten Schlepper „Johann“. Er bekam den Namen Fairplay XII, hatte eine Vermessung von 81 BRT und eine Leistung von 294 kW (ca. 400 PS). 1939 wurde er von der Kriegsmarine eingezogen und bei der Küstenwachstelle Laboe eingesetzt. 1940 war dieser Schlepper eingeplant für den Einsatz bei dem „Unternehmen Seelöwe“. Wann die Rückgabe an die Reederei erfolgte, ist unbekannt. Am 7. November 1952 sank er bei einer Assistenz am Hapag-Frachter „Brandenburg“. Er wurde wieder gehoben, repariert und in Betrieb genommen. 1953 sank die Fairplay XII abermals bei einem Einsatz, ein Decksmann kam dabei ums Leben. Sie konnte erneut gehoben und repariert werden. 1961 wurde sie an die Firma H. Dockerill in Hamburg zum Abbruch verkauft.
- Fairplay XII (1965): 1965 von der Werft Theodor Buschmann erbaut, 99 BRT, 441 kW (ca. 600 PS), MAN-Dieselmotor, das Schiff wurde nach kurzer Zeit weiterverkauft.
- Fairplay XII (1969): 1969 von der Werft Theodor Buschmann erbaut, 173 BRT und 938 kW (ca. 1275 PS), 2001 nach Kroatien als Hilfsschiff für den Thunfischfang verkauft.
- Fairplay XII (1994): 1994 auf der Hitzler-Werft gebauter ASD-Schlepper, 2007 von der Reederei J. Johannsen & Sohn aus Lübeck übernommen, Maschinenleistung 2500 kW (ca. 3400 PS), Trossenzug 45 Tonnen, er wird in Rotterdam eingesetzt.[27]

### Fairplay XIII
- 1912 auf der Meyer Werft in Papenburg für die Kaiserliche Marine gebaut, 1923 von Richard Borchardt als Fairplay XIII übernommen. Sie hatte eine Vermessung von 58 BRT und 221 kW (ca. 300 PS). 1939 wurde sie von der Kriegsmarine eingezogen und beim Marineausrüstungs- und Reparaturbetrieb Warnemünde eingesetzt, 1940 war dieser Schlepper für den Einsatz bei dem „Unternehmen Seelöwe“ eingeplant, zu dem es nicht kam. Das Schiff wurde zur Kriegsmarine Werft nach Kiel verlegt, anschließend beim Marineausrüstungs- und Reparaturbetrieb Swinemünde eingesetzt. Im Juli 1945 gaben die Alliierten den Schlepper an die Reederei zurück. 1950 wurde er an die Firma Eisen & Metall in Hamburg verkauft, fuhr noch sechs Jahre unter dem Namen „Wolfgang“ und kam 1956 zum Abwracken.

### Fairplay XIV
- Fairplay XIV (1922): 1922 bei Janssen & Schmilinsky gebaut, 261 BRT und 609 kW (ca. 828 PS). Lucy Borchardt konnte diesen Schlepper 1938 mit in die Emigration nach London nehmen, dort fuhr er unter britischer Flagge unter dem Namen Fairplay two. Nach Kriegsausbruch wurde er von der britischen Marine als Bergungsboot eingesetzt und 1940 „durch Kriegswirkung zum Totalverlust“.
- Fairplay XIV (1942): 1942 übernahm die Reederei einen Schlepper von Casko Koppmann, Dordrecht und nannte ihn Fairplay XIV. Er umfasste 163 BRT und hatte eine Leistung von 552 kW (ca. 750 PS). Er wurde 1954 an die britische Reederei R & J.H. Res Ltd. in Bristol verkauft und lief dort unter dem Namen „Exegarth“ bis 1966.
- Fairplay XIV (1955): 1955 auf der Werft Theodor Buschmann gebaut, 136 BRT, 588 kW (ca. 800 PS). Sie wurde 1983 an die Ramar Haime in Tel Aviv verkauft.
- Fairplay XIV (1970): 1970 auf der Werft F. Schichau Bremerhaven gebaut, fuhr bis 1986 bei der Reederei Petersen & Alpers als „Hanseatic“ und wurde 1987 von Fairplay gekauft. Sie umfasste 879 BRT und hatte eine Leistung von 2647 kW (ca. 3600 PS). Das Schiff war das erste der Reederei, das zur Einsparung von Lohnkosten umgeflaggt wurde und unter der Flagge von Antigua und Barbuda lief. Es erhielt eine philippinische Besatzung unter einer deutschen Schiffsführung. 2007 verkaufte Fairplay sie an die Reederei Diavlos Maritime in Piräus.
- Fairplay XIV (2009): 2009 von Astilleros Armon, Navia gebaut, ASD-Schlepper, Schwesterschiff der Fairplay I. Es wird in Rotterdam und Antwerpen eingesetzt.[28]

### Fairplay XV
- Fairplay XV (1923): 1923 bei Janssen & Schmilinsky gebaut, 116 BRT und 435 kW (ca. 591 PS). 1940 wurde sie von der Kriegsmarine für den Einsatz zum „Unternehmen Seelöwe“ eingezogen. Nachdem dieses nicht durchgeführt wurde, wurde der Schlepper 1941 bei der Kriegsmarinewerft Brest und 1942 beim Befehlshaber der Sicherungsstreitkräfte Nordsee eingesetzt. Er wurde im gleichen Jahr an die Reederei zurückgegeben. Wann der Schlepper außer Betrieb genommen wurde, ist unbekannt.
- Fairplay XV (1975): 1975 bei der Werft Max Sieghold in Bremerhaven erbaut, 179 BRT, 1706 kW (ca. 2320 PS), mit zwei Schottel-Ruder-Propellern. Der Hauptsitz des Schleppers wird 1990 nach Rostock verlegt.[29]

### Fairplay XVI
- Der 1896 auf der Stülckenwerft erbaute Schlepper Hector, der seit der Fusion mit Pauls & Blohm im Jahr 1905 zur Flotte gehörte, wurde 1930 in Fairplay XVI umbenannt. Er umfasste 52 BRT und hatte nach dem Umbau von 1927 eine Leistung von 302 kW (ca. 410 PS). Er wurde 1956 an die Altenwerder Schiffswerft, der ehemaligen Köhlbrandwerft von Paul Berendsohn zum Abbruch verkauft.

### Fairplay XVII
- Fairplay XVII (1932): 1932 kaufte Lucy Borchardt den Schlepper „Hela“ von der Reederei Franz Preukschat in Danzig, er bekam den Namen Fairplay XVII. Er war 1909 auf der Werft Janssen & Schmilinsky für die Portland Cementfabrik in Hemmoor an der Oste gebaut worden, umfasste 101 BRT und hatte eine Leistung von 206 kW (ca. 280 PS). 1940 wurde er von der Kriegsmarine eingezogen, und war eingeplant für den Einsatz bei dem „Unternehmen Seelöwe“. Stattdessen kam er zu der Küstenwachstelle Laboe, ab 1944 zur Küstenwachstelle Holtenau. Ab 1945 war er bei der Kanal-Wachabteilung Holtenau eingesetzt. Im Juli 1945 gaben die Alliierten den Schlepper an die Reederei zurück. Er wurde 1957, umbenannt in „Fritz“, nach Norwegen verkauft und ein Jahr später abgebrochen.
- Fairplay XVII (1993): Dieser ASD-Schlepper wurde 1993 auf der Rolandwerft in Bremen gebaut, hat eine Leistung von 3000 kW (4080 PS) und wird in Antwerpen eingesetzt.[30]

### Fairplay XVIII
- 1932 kaufte Lucy Borchardt den Schlepper Johannes Schupp von der Reederei Johannes Schupp. Er war 1903 von der Werft Le Vulcain Belge in Hoboken gebaut worden, umfasste 146 BRT und hatte eine Leistung von 441 kW (ca. 600 PS). 1939 wurde er von der Kriegsmarine eingezogen, beim Netzsperrverband I, ab Ende 1941 als NT 21 bei der Netzsperrflottille Nord eingesetzt. 1945 lieferten die Alliierten den Schlepper zunächst nach Norwegen, 1946 fand die Weiterlieferung in die Sowjetunion statt. Über den weiteren Verbleib ist nichts bekannt.

### Fairplay XIX
- Dieser Schlepper wurde 1947 von „Fairplay Towage“ in London als Fairplay Three eingesetzt, 1950 nach Hamburg gebracht und unter dem Namen Fairplay XIX in die Flotte eingereiht. Es handelte sich um einen Schlepper, der 1912 auf der Werft Ferguson Bros in Glasgow als „Flying Buzzard“ für die Clyde Shipping Co. gebaut worden war. 1951 verkaufte die Reederei ihn zum Abbruch an die Firma Eisen & Metall Lehr & Co. in Lübeck.

### Fairplay XX
- 1950 wurde die ehemalige Fairplay X, die seit 1938 in Großbritannien als Fairplay One gefahren war, nach Hamburg zurückgebracht und für einige Monate unter dem Namen Fairplay XX gefahren. Dann wurde sie auf der Werft von Theodor Buschmann bis auf die Basis abgewrackt und als Fairplay I wieder aufgebaut. Sie umfasste 199 BRT und leistete 441 kW (ca. 600 PS).

### Fairplay-21

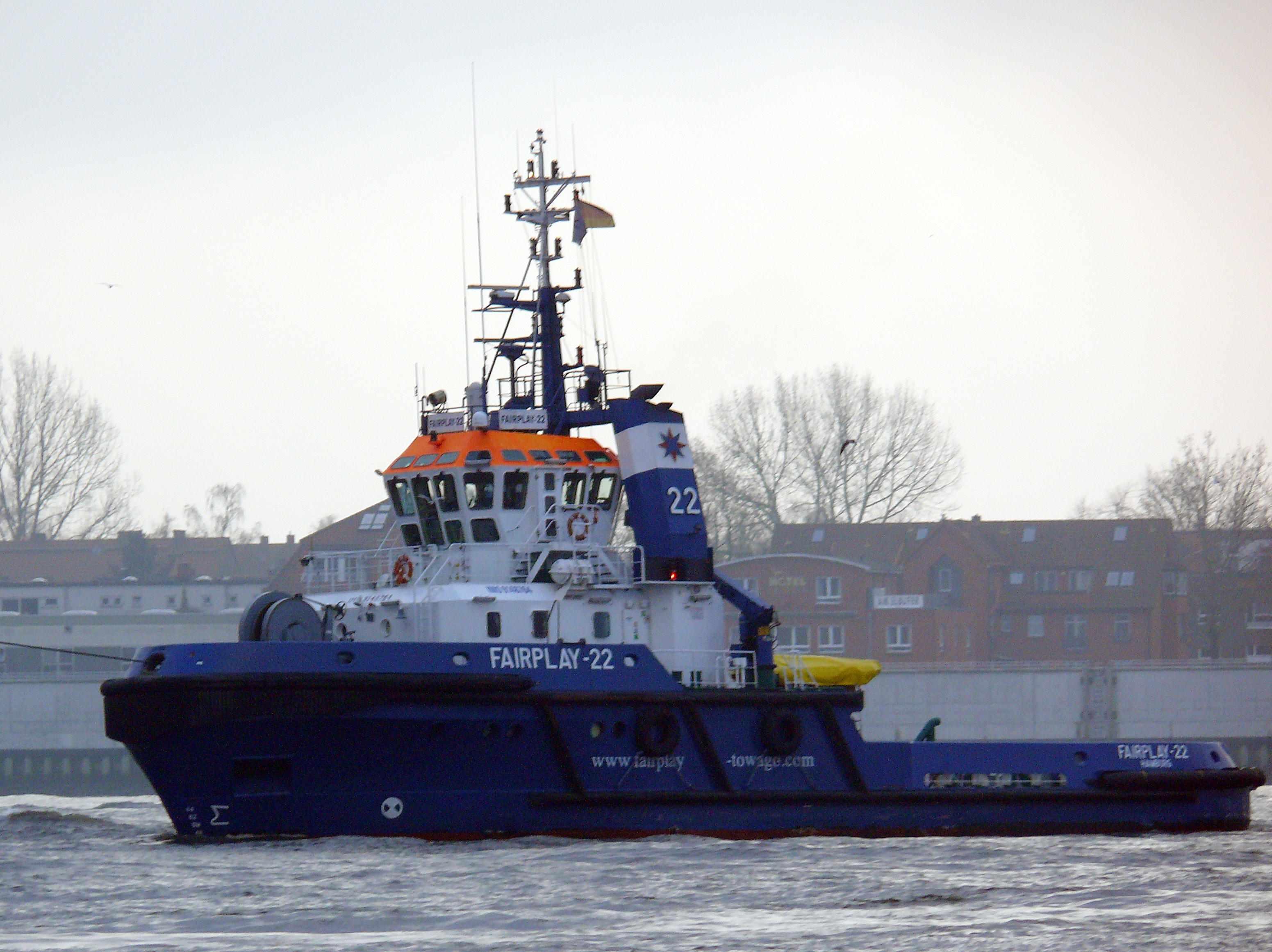
Fairplay-22 im Hamburger Hafen, 2006

- 1998 wurde dieser ASD-Schlepper als erster einer neuartigen Serie von der spanischen Werft Constructiones Navales Santodomingo in Vigo nach zwei Jahren Bauzeit übernommen. Er umfasst 496 BRZ, leistet 3287 kW (ca. 4470 PS) und wird von zwei Schottel-Ruderpropellern angetrieben. Er ist sowohl für Hafen- als auch für Offshore-Einsätze konzipiert, fährt unter der Flagge von Antigua und Barbuda und wurde in Rotterdam eingesetzt. Seit 2001 wird er, wie das Schwesterschiff Fairplay 24, langfristig an die niederländische Schlepperfirma Smit verchartert. Durch eine sogenannte technische Zusammenarbeit sollen Betriebskosten gesenkt und die Kapazitäten beider Firmen erhöht werden.[31][32]

### Fairplay-22
- 1998 von der spanischen Werft Constructiones Navales Santodomingo in Vigo nach zwei Jahren Bauzeit übernommen, 496 BRZ, 3287 kW (circa 4470 PS) und Schottel-Antrieb, sowohl für Hafen- wie für Offshore-Einsätze konzipiert, fährt unter der Flagge von Antigua und Barbuda und wurde durch die Fairplay Towage BV in Rotterdam eingesetzt. 2006 wurde sie von Rotterdam nach Hamburg verlegt, im Jahr 2009 kam sie zurück nach Rotterdam. Sie ist ein Schwesterschiff der Fairplay-21.[33] Am 11. November 2010 sank sie bei einem Einsatz im Hafen von Rotterdam. Am 16. November wurde die Fairplay 22 durch den Schwimmkran „Taklift 7“ von Smit Salvage gehoben, nachdem sie zuvor im gekenterten Zustand in den Waalhaven von Rotterdam geschleppt worden war.[34]

### Fairplay-23
- 1998 von der spanischen Werft Constructiones Navales Santodomingo in Vigo nach zwei Jahren Bauzeit übernommen, 496 BRZ, 3287 kW (circa 4470 PS) und Schottel-Antrieb, sowohl für Hafen- wie für Offshore-Einsätze konzipiert, fährt unter der Flagge von Antigua und Barbuda und wird in Rotterdam eingesetzt. Sie ist ein Schwesterschiff der Fairplay 21.[35]

### Fairplay-24
- 1998 von der spanischen Werft Constructiones Navales Santodomingo in Vigo nach zwei Jahren Bauzeit übernommen, 496 BRZ, 3287 kW (ca. 4470 PS) und Schottel-Antrieb, sowohl für Hafen- als auch für Offshore-Einsätze konzipiert, fährt unter der Flagge von Antigua und Barbuda und wurde durch die Fairplay Towage BV in Rotterdam eingesetzt. Seit 2001 wird sie, wie das Schwesterschiff Fairplay 21, langfristig an die niederländische Schlepperfirma Smit ausgechartert.[36]

### Fairplay-25
- 2000 auf der Werft Astilleros Zamacona SA in Santurce (Santurtzi, Baskenland, Spanien) gebaut, 499 BRZ und 4044 kW (circa 5500 PS). Die Leistungen dieses Schleppers, ebenso wie die der Fairplay-26, wurden als Quantensprung in der Entwicklung der Reederei gesehen, beide Schiffe haben nicht nur eine stärkere Maschinenleistung und einen höheren Zug, sondern sind mit Feuerlöschanlagen ausgestattet. Von 2001 bis 2021 wurde sie durch die Arbeitsgemeinschaft Küstenschutz in Sassnitz als Hochseebergungsschlepper stationiert. Zu diesem Zweck wurde sie unter deutsche Flagge gebracht.[37] 2021 wurde sie auf dieser Position durch die VB Bremen Fighter des Konkurrenten Boluda Deutschland ersetzt.

### Fairplay-26
- 2001 auf der Werft Astilleros Zamacona SA in Santurce (Spanien) gebaut, 499 BRZ und 4044 kW  (ca. 5500 PS), Schwesterschiff der Fairplay 25. Sie ist von der Arbeitsgemeinschaft Küstenschutz in Rostock als Hochseebergungsschlepper stationiert.[38]

### Fairplay-27
- Fairplay-27 (2006): 2006 von der norwegischen Schleppreederei Bugser og Berging in Oslo von der Fairplay als Neubau übernommen. Es handelte sich um ASD-Schlepper mit Schottelantrieb, der unter der Flagge von Antigua und Barbuda fuhr und in Rotterdam eingesetzt wurde. 2007 ging dieser Schlepper zurück an die norwegische Reederei.
- Fairplay-27 (2009): 2009 von der spanischen Werft Astilleros Armon gebauter ASD-Schlepper, mit 4000 kW (5440 PS) Leistung und einer Zugkraft von 75 Tonnen. Sie wird in Rotterdam eingesetzt.[39]

### Fairplay-28
- 2006 von der spanischen Werft Astilleros Armon für die slowenische Reederei Adria Tow in Koper gebaut, wurde dieser Schlepper von 2007 bis 2008 als Fairplay-28 in Rotterdam eingesetzt. Am 31. Juli 2008 wurde er an die Adria Tow zurückgegeben und fährt für diese unter dem Namen Zeus.

### Fairplay-29
- Der Schlepper wurde 2007 von der spanischen Werft Astilleros Armon für die slowenische Reederei Adria Tow in Koper gebaut und fuhr zeitweise für die Fairplay-Reederei als Fairplay-29.[40]

### Fairplay-30
- 2008 von Astilleros Armon gebaut, 787 BRZ, Maschinenleistung 5300 kW (ca. 7200 PS), Hochseeschlepper, der weltweit eingesetzt wird.[41][42]

### Fairplay-31
- 2008 von Astilleros Armon gebaut, 787 BRZ, Maschinenleistung 5300 kW (ca. 7200 PS), Hochseeschlepper, der in Rotterdam stationiert ist.[43]

## Weitere Schiffe der Reederei
Neben der Fairplay-Flotte übernahm die Reederei in all ihren Jahren des Bestehens vereinzelt Schlepper, die nicht oder erst später in die Namensserie eingegliedert wurden. Hierzu gehören auch die beiden ersten Schlepper der Vorgängerfirma von Carl Tiedemann. Zeitweilig übernahm die Fairplay-Towage auch Motorschiffe, Frachtschiffe oder weitere Arbeitsschiffe ohne Schlepper-Funktion, als sie in weitere Hafendienstleistungen investierte.

### Schiffe aus der Zeit Carl Tiedemanns vor 1895
Picador: erster Schlepper der Firma, gekauft 1891 von Sanders & Co. unter dem Namen Assistent, Baujahr 1889, 28 BRT, umbenannt auf Picador. Dieser Schlepper wurde 1900 weiterverkauft und war bis in die 1950er Jahre im Frankfurter Raum unter dem Namen Assistent II in Fahrt.
Auguste: 1892 bei der Werft Sachsenbert in Rosslau an der Elbe bestellt, 17,7 Meter lang, 4,52 Meter breit, 44,2 BRT und mit einer Antriebsleistung von 150 PS. Sie wurde 1900 weiterverkauft und kam unter dem Namen „Hemmoor I“ an die Portland Cement Fabrik nach Hannover.

### Schiffe aus der Fusion mit der Stauerei Pauls und Blohm 1905
Castor: 1887 in Hamburg gebaut, 45,5 BRT und 220 PS. Der Schlepper wurde 1910 an die Mannheimer Firma Grün & Bilfinger verkauft.
Pollux: 1887 in Hamburg gebaut, 45,5 BRT und 270 PS. Der Schlepper wurde 1910 an die Mannheimer Firma Grün & Bilfinger verkauft.
Vorwaerts: 1871 von der Norddeutschen Schiffbau AG in Kiel gebaut, 1888 von Pauls und Blohm übernommen, 49 BRT und 160 PS. Der Schlepper wurde 1910 an August Borsinsky in Kiel verkauft.
Pauls & Blohm: 1888 auf der Stülckenwerft auf eigene Rechnung gebaut, 1889 von der Firma gekauft, 39 BRT und 165 PS. Der Schlepper wurde 1908 an Adolf von Lieth verkauft und fuhr weiter unter dem Namen „Hamburg“.
Hector: 1896 auf der Stülckenwerft gebaut, 52 BRT und 240 PS. 1914 wurde das Schiff von der Kaiserlichen Marine übernommen und bei der Werft in Wilhelmshaven eingesetzt, 1918 erfolgte die Rückgabe an die Reederei. 1927 wurde das Schiff mit einer größeren Maschine mit einer Leistung von 410 PS ausgestattet. 1930 wurde es in Fairplay XVI umbenannt und fuhr unter diesem Namen bis 1956.
Achilles: 1896 auf der Stülckenwerft gebaut, 52 BRT und 240 PS. 1914 wurde das Schiff von der Kaiserlichen Marine übernommen und bei der Werft in Wilhelmshaven eingesetzt, ab November 1916 kam es als Verkehrsdampfer zum II., später zum III. Geschwader der Hochseeflotte. Am 21. September 1918 geriet es vor Amrum in eine U-Boot-Netzsperre und sank.

### Schiffe aus der Zeit Richard Borchardts 1905–1930
Lucy: Fischkutter, 1891 auf der Werft Kiel-Gaarden gebaut, 13,4 Meter lang. Er wurde gegen Ende des Ersten Weltkriegs angeschafft und zum Fischfang eingesetzt, insbesondere um die Ernährungssituation der Mitarbeiter zu verbessern. Nach dem Krieg, 1919, wurde der Kutter wieder verkauft.
Lucy: Seeleichter ohne Eigenantrieb, 190 BRT, wurde 1921 von Richard Borchardt bei der Oelkerswerft in Wilhelmsburg in Auftrag gegeben. Er sollte der Ausweitung des Geschäfts über die Hafenassistenz hinaus dienen. Die Erwartungen erfüllten sich nicht und der Leichter wurde 1922 wieder verkauft.
Fairoil: Tankleichter ohne Eigenantrieb, 801 BRT, wurde 1928 bei der Werft Chr. Ruthof in Mainz-Kastell gekauft und 1935 nach Frankreich weiterverkauft.

### Schiffe aus der Zeit Lucy Borchardts 1930–1938
Atid: Motorschiff, 509 BRT, 600 PS, wurde 1921 bei der Norderwerft in Hamburg gebaut und fuhr als „Vossfelde“ und als „Mabel Violet“. 1934 lag es bei der Abbruchwerft Berendsohn in Altenwerder und wurde von Lucy Borchardt gekauft. Es erfolgte ein Umbau bei der Krupp Germaniawerft in Kiel. 1935 wurde das Schiff an die Atid Navigation Company in Haifa übergeben.
Amalie: Frachtschiff, 999 BRT und 838 PS, 1902 von der Sunderland Shipbuilding Co. in Großbritannien für die Reederei Kirsten in Hamburg gebaut, lief unter dem Namen „Laninia“, 1935 von Lucy Borchardt gekauft. 1935 wurde das Schiff an die Atid Navigation Company in Haifa übergeben und lief dort weiter unter dem Namen „Amal“.
Alisia: Frachtschiff, 911 BRT, 750 PS, 1911 auf der Werft Henry Koch in Lübeck gebaut, lief unter dem Namen „Mosel“ für die Reederei A.Kirsten; 1935 gekauft und an die Atid Navigation Company in Haifa weiterverkauft.
Richard Borchardt: Dampfschiff, 555 BRT, 900 PS, 1906 auf der Werft Henry Koch in Lübeck gebaut, lief bei der Hamburger Reederei August Bolten, nach diversen Besitzer- und Namenswechsel ab 1924 bei der K.W.W. Sturm in Hamburg unter dem Namen „Brigitte Sturm“. 1936 von Fairplay gekauft und Richard Borchardt genannt. 1938 sank es bei schwerer See in der Nordsee.
Parma: Viermastbark, 1902 auf der Werft Rodger & Co. in Glasgow für die Reederei Laeisz in Hamburg in der Serie der Flying P-Liner gebaut, lief ab 1931 unter dem Namen „Arrow“ bei Ruben de Cloux. 1936 wurde sie von Fairplay gekauft und erhielt ihren alten Namen zurück. Da die Transaktion mit der Atid Navigation Company in Haifa scheiterte, wurde sie als Hulk aufgelegt.
Lucy Borchardt: Dampfschiff, 1300 BRT, 950 PS, 1905 von der Flensburger Schiffsbau Gesellschaft für die Reederei Rob. M. Sloman gebaut, lief unter dem Namen „Florenz“, 1920 weiterverkauft nach Großbritannien, später an die DDG Hansa und an die DG Neptun in Bremen. 1937 wurde das Schiff von der Fairplay gekauft. Lucy Borchardt konnte den Dampfer 1938 mit in die Emigration nehmen, er wurde noch im selben Jahr an die Commonwealth Steam Tug Co. Ltd. verkauft.

### Schiffe der Fairplay Towing & Shipping London 1938–1950
Fairplay one: war der ehemalige Hamburger Schlepper Fairplay X und wurde von Lucy Borchard 1938 als Emigrationsgut nach London überführt. Ab 1939 setzte ihn die britische Marine als Bergungsschlepper ein, 1944 wurde er durch einen Minentreffer schwer beschädigt, konnte jedoch wieder repariert werden und blieb in Fahrt. 1950 kam er zurück nach Hamburg und fuhr dort noch ein halbes Jahr als Fairplay XX. Nach der teilweisen Abwrackung wurde auf seinem Rumpf eine neue Fairplay I aufgebaut.
Fairplay two, die Erste: war der ehemalige Hamburger Schlepper Fairplay XIV und wurde von Lucy Borchard 1938 als Emigrationsgut nach London überführt. Auch diesen Schlepper setzte die britische Marine als Bergungsschlepper ein, 1940 wurde er durch Kriegsschäden zerstört.
Fairplay two, die Zweite: 1944 gebauter und 1946 von Lucy Borchard angekaufter Schlepper, er sank 1947 vor Vlissingen, konnte gehoben und repariert werden. Im Anschluss wurde er nach Marokko verkauft und dort 1978 abgebrochen.
Fairplay three: 1912 erbauter Schlepper, 1947 von Lucy Borchard angekauft, 1950 nach Hamburg überführt, dort wurde er als Fairplay XIX in die Flotte eingereiht.
Falcon: 1892 erbautes Frachtschiff, 1939 von Lucy Borchard gekauft, 1944 weiterverkauft.
Mercia: 1889 erbautes Frachtschiff, 1939 von Lucy Borchard gekauft, hatte 1942 durch einen Minentreffer einen Totalschaden.
Steelopolis: 1896 gebautes Frachtschiff, 1939 von Lucy Borchard gekauft, wurde 1949 abgebrochen.
Triton: 1900 gebautes Frachtschiff, 1939 von Lucy Borchard gekauft, war 1949 noch bei der Fairplay registriert, der Verbleib ist unbekannt.
Wolfhound: 1904 gebautes Frachtschiff, 1939 von Lucy Borchard gekauft, 1944 weiterverkauft.
Fred Borchard: 1949 von Lucy Borchard angekauft, geriet 1950 vor Kemi/Finnland in Verlust.

### Schiffe aus der Zeit Kurt Borchards 1950–1997
Fairwind: Motorschiff, 2770 BRT, 2000 PS, 1956 auf der Schliekerwerft gebaut, wurde für den Wiedereinstieg der Reederei im Frachtgeschäft eingesetzt. 1965 wurde es nach Norwegen verkauft.
Fairway: Motorschiff, 1450 BRT, 1400 PS, 1953 auf der Sietaswerft als MS „Ferdia“ gebaut, 1956 von der Fairplay-Reederei gekauft.
Fairwood: Motorschiff, 1945 BRT, 1200 PS, Das Schiff war 1944 von der Lübecker Maschinenbau GmbH als „Celia“ gebaut worden und musste nach Kriegsende an Großbritannien abgeliefert werden. 1947 hatte es die Fairplay Towage in London erworben und in Richard Borchard umbenannt. 1960 wurde es von dort an die Fairplay Reederei in Hamburg transferiert. 1963 kam das Schiff zum Abbruch nach Norwegen.
Lucy Borchard: Motorschiff, 4580 BRT, 4200 PS, 1962 von der Helsingör Skibsvaerft og Maskinbyggeri erbaut, lief unter dem Namen „Heering Rose“, wurde 1969 von der Fairplay übernommen und 1978 nach Venezuela verkauft.
Rosenort: Schlepper, 127 BRT, 750 PS, 1967 auf der VEB Schiffswerft Edgar André in Magdeburg gebaut, 1993 mit der Übernahme der BBB durch die Fairplay übernommen, 2002 nach Kroatien verkauft.
Stubbenhuk: Schlepper, 53 BRT, 650 PS, 1980 auf der Werft Johann Oelkers in Hamburg gebaut, 1995 von der Getreideheber-Gesellschaft Hamburg übernommen, heute als Schiff der Fairplay Towage in Wolgast eingesetzt
Stralsund: Schlepper, 26 BRT, 580 PS, 1992 von der Delta Ship Yard in Sliedrecht/Niederlande gebaut, 1996 übernommen, heute als Schiff der Fairplay Towage in Stralsund eingesetzt

### Schiffe der Fairplay-Petersen & Alpers Seatowage 1972–1986
Von 1972 bis 1986 kam es in Zusammenarbeit mit der Reederei Petersen & Alpers für das Offshore-Geschäft. Unter der Firmierung Fairplay-Petersen & Alspers Seatowage GmbH wurden drei Leichter angeschafft:
Fairalp I: Seeleichter ohne Eigenantrieb für den Einsatz im Offshore-Bereich, 1971 von der Howaldtswerke-Deutsche Werft AG in Kiel gebaut, 1975 von der Fairplay-Petersen & Alpers Seatowage übernommen. Er lief 1981 vor Visby in Schweden auf Grund und wurde nach der Bergung verkauft.
Fairalp II: Seeleichter ohne Eigenantrieb für den Einsatz im Offshore-Bereich, 1976 von der Howaldtswerke-Deutsche Werft AG in Kiel gebaut, nach Liquidierung der Fusionsfirma 1988 ging der Leichter in das Eigentum der Fairplay-Reederei zurück. 2001 wurde er in Norwegen verkauft.
Fairalp III: Seeleichter ohne Eigenantrieb für den Einsatz im Offshore-Bereich, 1976 von der Howaldtswerke-Deutsche Werft AG in Kiel gebaut. 1988, nach Liquidierung der Fusionsfirma, wurde der Leichter nach Italien verkauft.

## Unfälle und Unglücke
- Am 23. Dezember 1908 wurden bei einem Schleppeinsatz auf der Unterelbe, Höhe Brunshausen bei Stade, die vorgespannten Schlepper Fairplay III und Fairplay VIII von der britischen Bark Forteviot überlaufen, als diese unerwartet in Fahrt geriet. Beide Schlepper sanken, fünf Seeleute starben. Die Schiffe konnten gehoben und repariert werden.
- Am 9. Januar 1923 kenterte die Fairplay II bei der Assistenz am niederländischen Frachter Dinteldijk. Sie konnte wieder gehoben, repariert und in Fahrt gebracht werden.
- Am 10. Februar 1930 wurde die Fairplay V beim Einsatz als Kopfschlepper des Frachtschiffs Deike Rickmers durch deren Bugschwell unter Wasser gedrückt und sank. Der unter Deck gefangene Maschinist starb, die weiteren Besatzungsmitglieder konnten gerettet werden. Der Schlepper wurde gehoben, repariert und kam wieder in Fahrt.
- 1931 sank der Schlepper Fairplay V nach einer Kollision zum zweiten Mal. Er konnte geborgen und auf der Oelkers-Werft repariert werden.
- Am 16. Januar 1937 strandete die Fairplay X nahe Puttgarden bei Bergungsarbeiten am Dampfer Duhnen. Sie konnte wieder repariert und flott gemacht werden.
- Am 29. Januar 1938 sank der Dampfer Richard Borchardt bei schwerer See in der Nordsee, vermutlich westlich des Feuerschiff Borkumriff.
- Am 26. Mai 1938 sank der Schlepper Fairplay V bei einem Einsatz am Frachtschiff Hohenfels ein drittes Mal. Auch diesmal konnte er gehoben und repariert werden.
- Am 7. November 1952 sank die Fairplay XII bei einer Assistenz am Hapag-Frachter Brandenburg. Das Schiff wurde gehoben, repariert und konnte wieder eingesetzt werden.
- Am 14. August 1953 sank die Fairplay XII bei einem Einsatz an der Martha Kiepe erneut. Ein Decksmann kam dabei ums Leben. Der Schlepper konnte erneut gehoben und repariert werden.
- Am 6. September 1954 wurde die Fairplay I beim Steubenhöft/Cuxhaven von dem Passagierschiff Italia überlaufen und sank. Dabei starben der fünfjährige Sohn des Kapitäns und der Funker. Der Schlepper konnte nach vier Tagen gehoben werden. Nach der Reparatur kam er wieder in Fahrt.
- Am 25. Oktober 1957 geriet die Fairplay V bei einem Einsatz zwischen Tollerort und Kohlenschiffhafen unter den argentinischen Frachter Rio San Juan und sank. Drei der fünf Besatzungsmitglieder starben. Der Schlepper wurde geborgen und musste anschließend abgebrochen werden.
- Am 9. Dezember 1958 wurde die Fairplay III bei einer Assistenz am norwegischen Schiff Baxel vor Steinwerder überlaufen und sank. Die Besatzungsmitglieder konnten gerettet werden. Das Schiff wurde nach dem Heben wieder in Fahrt gebracht.
- Am 2. Februar 1959 sanken die Schlepper Fairplay I und Fairplay VII bei Bergungsarbeiten am norwegischen Tanker Solfonn, der auf der Brammer Sandbank auf der Unterelbe aufgelaufen war. Dabei kam der Maschinist der Fairplay VII ums Leben. Alle anderen Besatzungsmitglieder konnten gerettet werden. Beide Schiffe wurden später gehoben, repariert und kamen wieder in Fahrt.
- Am 31. Januar 1966 sank der Schlepper Fairplay XI vor Brunsbüttel nach einer Kollision mit dem norwegischen Frachter Sote Jael. Er konnte gehoben, repariert und wieder in Fahrt gebracht werden.
- 1971 wurde der Schleppanhang der Fairplay X, die einen Ponton durch die Straße von Gibraltar zog, von einem U-Boot der US-amerikanischen Marine bei einem Notauftauchmonöver gerammt.
- 1984 wurde die Fairplay X bei einem Seenotrettungseinsatz vor Land’s End (Cornwall) bei schwerem Wetter an Land gespült. Das gestrandete Schiff konnte nach Graben einer Fahrrinne durch die Sandfläche nach 14 Tagen wieder in Wasser gebracht werden.
- Am 11. November 2010 kenterte die Fairplay 22 in stürmischer See bei einem Einsatz für die Fähre Stena Britannica im Rotterdamer Hafen.[44]